# Stella
(Proverbio latino)

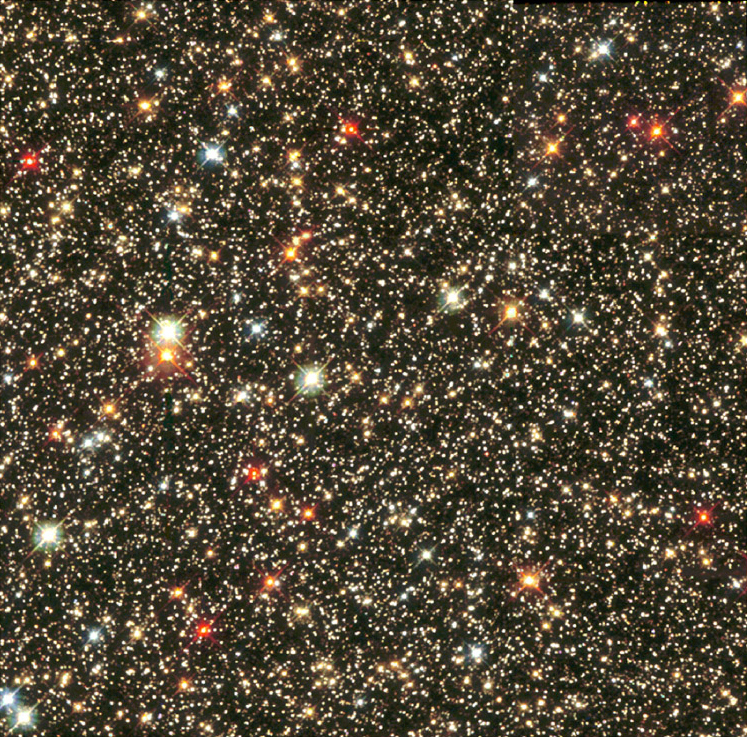
A parte il Sole, le stelle sono così lontane da essere visibili solo come punti di luce, nonostante il loro diametro sia di milioni di chilometri. Nell'immagine, scattata dal telescopio spaziale Hubble, la Nube stellare del Sagittario (M24), un ammasso aperto nell'omonima costellazione.

Una stella è un corpo celeste che brilla di luce propria. Si tratta di uno sferoide di plasma che attraverso processi di fusione nucleare nel proprio nucleo genera energia, irradiata nello spazio sotto forma di radiazione elettromagnetica (luminosità), flusso di particelle elementari (vento stellare) e neutrini. Buona parte degli elementi chimici più pesanti dell'idrogeno e dell'elio vengono sintetizzati nei nuclei delle stelle tramite il processo di nucleosintesi.
La stella più vicina alla Terra è il Sole, sorgente di gran parte dell'energia del nostro pianeta. Le altre stelle, ad eccezione di alcune supernove, sono visibili solamente durante la notte come punti luminosi tremolanti, a causa degli effetti distorsivi (seeing) prodotti dall'atmosfera terrestre.
Le stelle sono dotate di una massa compresa tra 0,08 e 150–200 masse solari (M☉). Quelle con massa inferiore a 0,08 M☉ sono dette nane brune, oggetti a metà strada tra stelle e pianeti che non producono energia tramite la fusione nucleare; non sembrano esistere, per quanto finora osservato, stelle di massa superiore a 200 M☉, confermando il limite di Eddington. Alcuni studi hanno mostrato l'esistenza di stelle ancora più massicce, come ad esempio BAT99-98 di 226 masse solari; in uno studio BAT 99-116 risulterebbe avere una massa di 390 masse solari, tuttavia gli stessi autori suggeriscono che questa e altre stelle così massicce siano in realtà di natura binaria. Oltre che la massa, nelle stelle sono variabili anche le dimensioni, comprese tra i pochi chilometri delle stelle degeneri e i miliardi di km delle supergiganti e ipergiganti. Le luminosità sono comprese tra 10−4 e 106 - 107 luminosità solari (L☉).
Le stelle si presentano, oltre che singolarmente, anche in sistemi costituiti da due stelle binarie o da un numero superiore (sistemi multipli), legate dalla forza di gravità. Possono formare inoltre associazioni stellari e ammassi stellari (aperti o globulari), a loro volta raggruppati, insieme a stelle singole e nubi di gas e polveri, in addensamenti ancora più estesi, le galassie. Numerose stelle possiedono inoltre sistemi planetari più o meno ampi.
Le stelle sono divise in classi di magnitudine o grandezza apparente, secondo la regola per cui quanto più debole è la luminosità percepita, tanto maggiore è il numero che esprime la grandezza: così le stelle di terza grandezza sono più deboli di quelle di seconda grandezza e le stelle di prima grandezza sono cento volte più luminose di quelle più deboli visibili senza telescopio (sesta grandezza). La Via Lattea, la nostra galassia, contiene oltre 100 miliardi di stelle di vario tipo: più piccole e meno luminose del Sole, non più grandi della Terra, come le nane bianche, e alcune gigantesche, come Betelgeuse, il cui diametro è maggiore di quello dell'orbita terrestre.
Nel corso della storia il cielo stellato è stato fonte di ispirazione per numerosi filosofi, poeti, scrittori e musicisti, che in diversi casi si sono interessati direttamente allo studio dell'astronomia.

## Osservazione

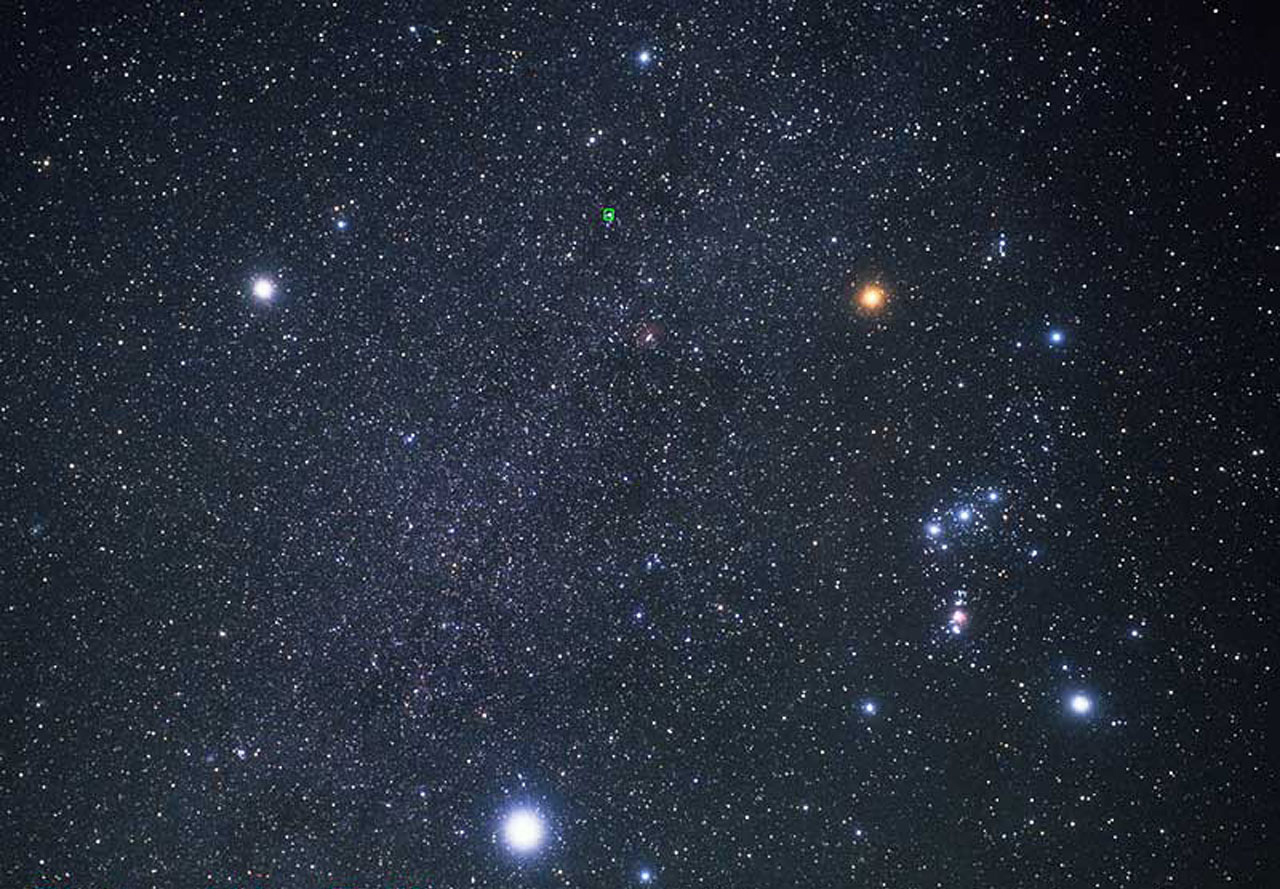
Parte della Cintura di Gould e delle stelle di una vicina regione di formazione stellare formano il gruppo di astri conosciuti in tutto il mondo col nome di costellazione di Orione.

La stella maggiormente visibile dal nostro pianeta, nonché la più vicina in assoluto, è il Sole: esso occupa la parte centrale del nostro sistema solare e si trova a una distanza media di 150 milioni di km dalla Terra; la sua vicinanza fa sì che sul nostro pianeta arrivi una quantità di luce tale che, nell'emisfero in cui esso è visibile, le altre stelle sono oscurate. Se guardato direttamente, peggio se con una lente, un binocolo o un telescopio senza filtro oscurante di protezione, il Sole causa danni permanenti alla vista. In generale tuttavia, quando ci si riferisce al termine "stella" si pensa a tutti gli altri corpi celesti che hanno caratteristiche simili al Sole, ma che si trovano più lontane; in particolare, si pensa ai punti luminosi di vari colori che popolano un cielo notturno le cui condizioni atmosferiche sono ottimali, ossia senza nubi né foschia o inquinamento luminoso.
Le stelle non appaiono tutte della stessa brillantezza, infatti mostrano una vastissima gamma di luminosità; ciò è dovuto principalmente a due fattori. Il più importante è la distanza: le stelle, infatti, sono distribuite nello spazio in modo irregolare, a causa del loro moto proprio, di eventi esterni a esse che ne possono alterare la distribuzione come le esplosioni di supernove, della loro stessa origine all'interno di nubi molecolari e, in grande scala, della morfologia e delle dinamiche galattiche. Il secondo, non meno importante, è la luminosità intrinseca della stella, che dipende dalla sua massa, dalla sua temperatura superficiale e dalla sua fase evolutiva: una stella di grande massa può essere anche decine di migliaia di volte più luminosa di una stella di piccola massa. A titolo di esempio, basta pensare che la stella più vicina a noi, il sistema di α Centauri, è solo la terza stella più brillante del cielo notturno, mentre Sirio, che sta a oltre il doppio della distanza, è la più brillante;
la seconda stella più luminosa del cielo è invece Canopo, una stella supergigante gialla circa settanta volte più distante di α Centauri ma almeno 20 000 volte più luminosa.
A occhio nudo è possibile scorgere, in una notte con condizioni atmosferiche ottimali, fino a 3000-4000 stelle, a seconda del luogo e del periodo di osservazione; le aree di cielo con la densità maggiore di stelle visibili sono quelle in prossimità della scia luminosa della Via Lattea, dove la linea di vista incrocia più stelle. In generale, dall'emisfero boreale i cieli più ricchi di stelle sono quelli invernali, mentre quelli estivi, nonostante sia visibile il centro della Via Lattea, sono leggermente meno ricchi; inoltre, i cieli più ricchi di stelle in assoluto sono quelli dell'emisfero australe, e in particolare le sue notti estive. Sarebbe logico invece pensare che in direzione del centro galattico siano visibili, anche a occhio nudo, molte più stelle rispetto alla direzione opposta; questo paradosso apparente è dovuto a tre fattori principali: il primo è legato alla morfologia del braccio di spirale in cui ci troviamo, che presenta in direzione opposta al centro galattico e nella direzione dell'emisfero australe una grande struttura ad arco di stelle giovani, chiamata Cintura di Gould, composta da centinaia di stelle luminose; il secondo fattore riguarda la nostra posizione, sul bordo interno del Braccio di Orione, pertanto la gran parte del nostro braccio di spirale ospitante è visibile in direzione opposta al centro galattico, mentre il braccio più vicino in direzione interna, quello del Sagittario, dista alcune migliaia di anni luce, per cui la distanza delle sue stelle è notevolmente superiore a quelle del nostro braccio di spirale. Terzo fattore è la presenza, nel tratto di cielo visibile dall'emisfero nord, di enormi banchi di nebulose oscure relativamente vicini a noi, che occultano le grandi regioni di formazione stellare del nostro braccio di spirale come il Complesso di Cefeo e del Cigno.

## Storia delle osservazioni

Il "Grande Carro" visto a Kalalau, Isole Hawaii

La storia dell'osservazione stellare ha un'estensione vastissima, datata sin dall'origine dell'uomo. Il desiderio di conoscenza ha sempre incentivato gli studi astronomici sia per motivazioni religiose o divinatorie, sia per la previsione degli eventi; agli inizi l'astronomia coincideva con l'astrologia, rappresentando allo stesso tempo uno strumento di conoscenza e potere; solo dopo l'avvento del metodo scientifico si è giunti a una netta separazione tra queste due discipline.

### Preistoria
L'uomo, fin dalle sue origini, ha sentito la necessità di ricercare nella volta celeste delle possibili correlazioni tra le proprie vicende e i fenomeni cosmici. Da questa ancestrale esigenza e dalla fantasia e creatività tipiche dell'essere umano nacquero le costellazioni, che rispondevano a una serie di requisiti sia di tipo pratico sia religioso.
Risalgono al Paleolitico tracce di culti religiosi attribuiti a particolari asterismi, come quello della "Grande Orsa". Studi recenti sostengono che già nel Paleolitico superiore (circa 16 000 anni fa) fosse sviluppato un sistema di venticinque costellazioni.
Nel Neolitico, per meglio memorizzare gli astri, vennero attribuiti agli asterismi somiglianze e nomi, non sempre antropomorfi, alludenti ad aspetti ed elementi della vita agricola e pastorale.
Le prime conoscenze astronomiche dell'uomo preistorico, che riteneva le stelle dei puntini immutabili "incastonati" nella sfera celeste, consistevano essenzialmente nella previsione dei moti del Sole, della Luna e dei pianeti sullo sfondo delle stelle fisse. Un esempio di questa "protoastronomia" è dato dagli orientamenti, secondo un senso astronomico, dei primi monumenti megalitici, come il famoso complesso di Stonehenge, a dimostrare l'antico legame dell'uomo col cielo, ma anche la capacità di compiere precise osservazioni.

Il moto apparente del Sole sullo sfondo delle stelle fisse e dell'orizzonte fu utilizzato per redigere calendari, impiegati per regolare le pratiche agricole.

### Età antica e Medioevo
Il sistema delle costellazioni fu perfezionato nel II millennio a.C. dalla civiltà babilonese, che diede gli attuali nomi (quasi tutti di origine sumerica) alle costellazioni zodiacali e creò un calendario lunare, incentrato sul susseguirsi dei fenomeni celesti che scandivano il ciclo delle stagioni. Nella zona di Babilonia è stato rinvenuto un elenco con tutte le costellazioni e gli oggetti celesti visibili, che allora erano disposti nel firmamento non molto diversamente dalla loro attuale posizione. La civiltà mesopotamica aveva anche un grande interesse per l'astrologia, allora ritenuta una vera e propria scienza.
La civiltà egizia aveva delle elevate conoscenze astronomiche: testimonianza ne è il ritrovamento a Dendera della più antica e accurata carta stellare, datata al 1534 a.C. Anche i Fenici, popolo di navigatori, avevano buone conoscenze astronomiche. Essi si riferivano già all'Orsa Minore come mezzo di orientamento per la navigazione, e si servivano come indicatore del Nord della Stella Polare, che nel 1500 a.C. doveva essere già molto vicina al Polo Nord celeste.

La moderna scienza astronomica deve molto all'astronomia greca e a quella romana. 48 delle 88 costellazioni moderne furono codificate e catalogate già nel II secolo d.C. dall'astronomo Claudio Tolomeo, ma ancora prima di lui astronomi come Eudosso di Cnido (V-IV secolo a.C.) e Ipparco di Nicea (II secolo a.C.) stilarono cataloghi stellari sulla base di quelli prodotti dalle civiltà precedenti da essi stessi studiate.

Lo stesso Ipparco, assistendo fortunosamente allo scoppio di una nova nella costellazione dello Scorpione, giunse a dubitare dell'immutabilità della sfera celeste. Inoltre egli, avendo notato, dopo attente osservazioni, che la posizione delle costellazioni era mutata rispetto a quanto annotato dagli astronomi precedenti, arrivò a scoprire il fenomeno della precessione degli equinozi, vale a dire il lento ma continuo cambiamento dell'orientamento dell'asse terrestre rispetto alla sfera ideale delle stelle fisse.
Proprio al tempo dei Greci, all'iniziale valenza naturalistica degli asterismi venne assommata una prettamente mitologica: si devono infatti alla cultura mitologica della Grecia classica i miti e le leggende legati a gran parte delle costellazioni. I Greci assegnarono inoltre i nomi delle divinità dell'Olimpo ad alcune "stelle" particolari, da loro definite πλανῆται (planētai, vagabondi), che sembravano muoversi rispetto alle stelle fisse: si trattava dei pianeti del Sistema solare. Ne riconobbero però solo cinque, da Mercurio fino a Saturno: infatti di Urano, che appare come una debole stella ai limiti della visibilità a occhio nudo in un cielo molto scuro, nessuno registrò mai il moto orbitale; Nettuno, invece, risulta completamente invisibile a occhio nudo. A causa della loro scarsa luminosità, dovuta alla grande distanza, i due pianeti più esterni furono scoperti solo in epoca recente: il primo nel 1781, il secondo nel 1846.
Ancora in età romana, le stelle prevalentemente erano considerate delle vere e proprie divinità, come attestato da Cicerone.
Durante l'epoca medioevale vi fu un generale periodo di stasi nelle ricerche astronomiche dovuto essenzialmente al fatto che gli astronomi cristiani preferirono accettare la cosmologia aristotelico-tolemaica, che risultava in sintonia con gli scritti biblici, rinunciando persino alle osservazioni. Si distinsero però in questo periodo gli astronomi islamici, riscopritori e grandi estimatori dell'Almagesto di Tolomeo, che diedero nomi arabi, gran parte dei quali ancora oggi usati, a un gran numero di stelle; inventarono inoltre numerosi strumenti astronomici in grado di tenere in conto la posizione degli astri. Nell'XI secolo l'astronomo Abū Rayhān al-Bīrūnī descrisse la nostra galassia, la Via Lattea, come una moltitudine di frammenti dalle proprietà tipiche delle stelle nebulose, calcolando anche la latitudine di alcune stelle durante un'eclissi lunare avvenuta nel 1019.
Anche gli astronomi cinesi, come Ipparco prima di loro, erano consapevoli del fatto che la sfera celeste non fosse immutabile e vi potessero apparire delle stelle mai viste prima: essi assistettero infatti all'esplosione di diverse supernovae in epoca storica, sulle quali redassero ampie e dettagliate relazioni. Una delle più importanti fu quella la cui luce, emessa circa 3000 anni prima di Cristo, raggiunse la Terra il 4 luglio 1054: si tratta di SN 1054, esplosa nella costellazione del Toro, il cui resto è la celebre Nebulosa del Granchio (catalogata secoli dopo dal francese Charles Messier come Messier 1 – M1 –).

### Sviluppi nell'età moderna

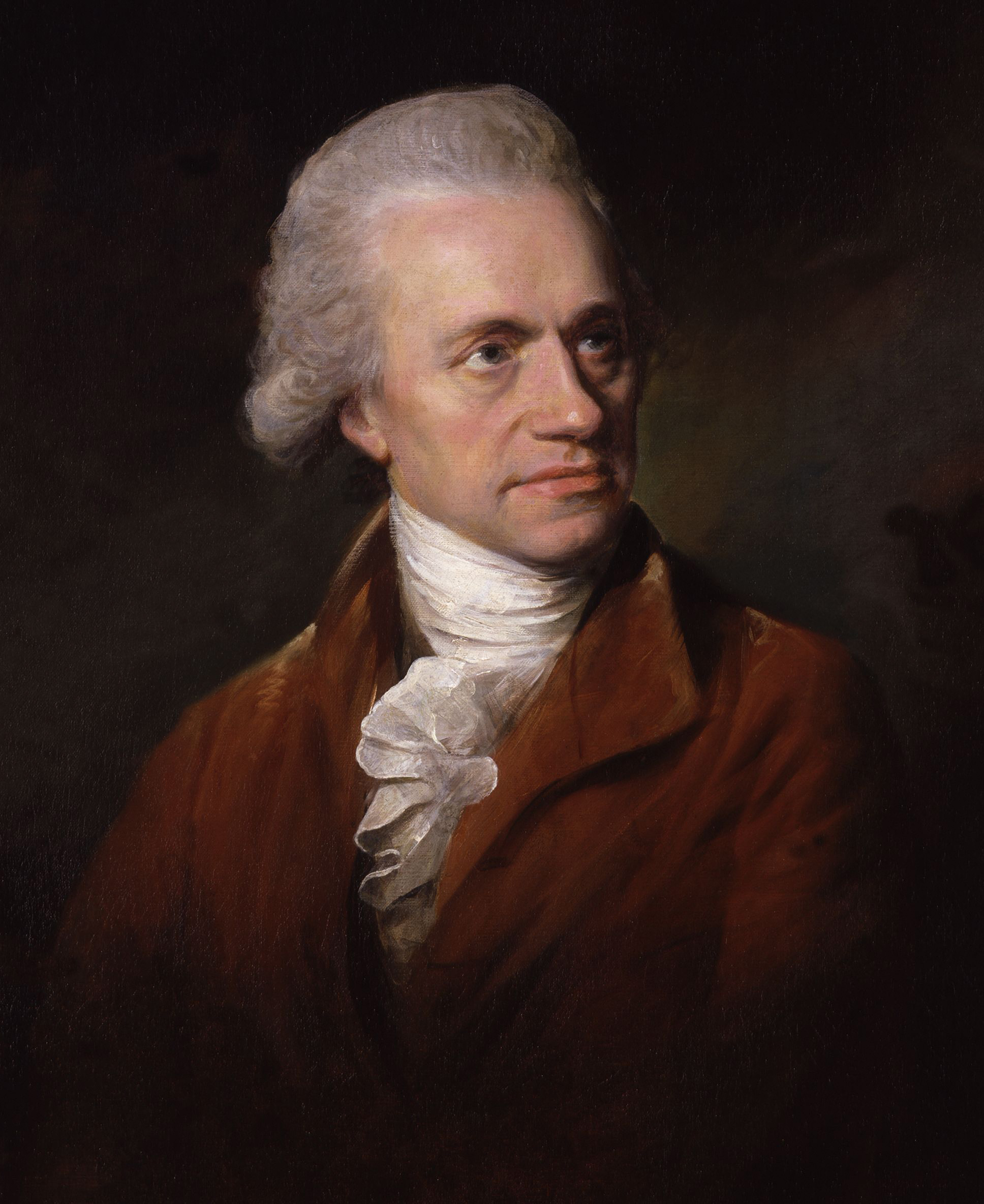
Ritratto di William Herschel

I primi astronomi europei dell'epoca moderna, come Tycho Brahe e il suo allievo Johannes Kepler, arrivarono a dubitare dell'immutabilità dei cieli. Essi infatti individuarono nel cielo notturno alcune stelle mai viste in precedenza, che denominarono stellae novae, ritenendo che fossero stelle di nuova formazione; si trattava in realtà di supernovae, ovvero stelle massicce che concludono la propria esistenza con una catastrofica esplosione.
Nel 1584 Giordano Bruno, nel suo De l'infinito universo e mondi, ipotizzò che le stelle fossero come altri soli e che attorno a esse potessero orbitare dei pianeti, probabilmente anche simili alla Terra. L'idea però non era nuova, dato che in precedenza era stata concepita da alcuni filosofi della Grecia antica, come Democrito ed Epicuro; pur inizialmente bollata come eresia, l'ipotesi guadagnò credibilità nei secoli successivi e raggiunse il consenso generale della comunità astronomica.
Per spiegare come mai le stelle non esercitassero attrazioni gravitazionali sul Sistema solare, Isaac Newton ipotizzò che le stelle fossero equamente distribuite in ogni direzione. La stessa idea era stata formulata in precedenza dal teologo Richard Bentley, cui forse si ispirò lo stesso Newton.
L'italiano Geminiano Montanari registrò nel 1667 delle variazioni nella luminosità della stella Algol (β Persei). Nel 1718, in Inghilterra, Edmond Halley pubblicò le prime misurazioni del moto proprio di alcune delle stelle più vicine, tra cui Arturo e Sirio, dimostrando che la loro posizione era mutata rispetto al periodo in cui erano vissuti Tolomeo e Ipparco.
William Herschel, lo scopritore dei sistemi binari, fu il primo astronomo a tentare di misurare la distribuzione delle stelle nello spazio. Nel 1785 egli eseguì una serie di misure in seicento direzioni diverse, contando le stelle contenute in ciascuna porzione del campo visivo. Notò poi che la densità stellare aumentava man mano che ci si avvicinava a una determinata zona del cielo, coincidente col centro della Via Lattea, nella costellazione del Sagittario. Suo figlio John ripeté poi le misurazioni nell'emisfero meridionale, giungendo alle stesse conclusioni del padre. Herschel senior disegnò poi un diagramma sulla forma della Galassia, considerando però erroneamente il Sole nei pressi del suo centro.

### Astronomia stellare nell'Ottocento e nel Novecento
La prima misurazione diretta della distanza di una stella da terra fu operata nel 1838 dal tedesco Friedrich Bessel; egli, servendosi del metodo della parallasse, quantificò la distanza del sistema binario 61 Cygni, ottenendo come risultato un valore di 11,4 anni luce, tuttora accettato, seppur con maggiori affinazioni. Le misurazioni effettuate con tale metodo dimostrarono la grande distanza che intercorre tra una stella e l'altra.
Joseph von Fraunhofer e Angelo Secchi furono i pionieri della spettroscopia stellare. I due astronomi, confrontando gli spettri di alcune stelle (tra cui Sirio) con quello del Sole, notarono delle differenze nello spessore e nel numero delle loro linee di assorbimento. Nel 1865 Secchi iniziò a classificare le stelle in base al proprio tipo spettrale, ma lo schema classificativo attualmente utilizzato fu sviluppato nel corso del Novecento da Annie J. Cannon.
Le osservazioni dei sistemi binari crebbero di importanza durante il XIX secolo. Il già citato Bessel osservò nel 1834 delle irregolarità e delle deviazioni nel moto proprio della stella Sirio, che imputò a una compagna invisibile individuata tempo dopo nella nana bianca Sirio B. Edward Pickering scoprì la prima binaria spettroscopica nel 1899, quando osservò che le linee spettrali della stella Mizar (ζ Ursae Majoris) mostravano degli spostamenti regolari in un periodo di 104 giorni. Contemporaneamente le osservazioni dettagliate, condotte su molte stelle binarie da astronomi quali Wilhelm von Struve e Sherburne Wesley Burnham, permisero di determinare le masse delle stelle a partire dai loro parametri orbitali. La prima soluzione al problema di ricavare l'orbita di una stella binaria sulla base delle osservazioni al telescopio fu trovata da Felix Savary nel 1827.
Il XX secolo vide grandi progressi nello studio scientifico delle stelle; un valido aiuto in quest'ambito fu fornito dalla fotografia. Karl Schwarzschild scoprì che il colore di una stella (e dunque la sua temperatura effettiva) potevano essere determinati confrontando la magnitudine rilevata dall'osservazione e quella dalla fotografia. Lo sviluppo della fotometria fotoelettrica consentì delle misurazioni molto precise della magnitudine in molteplici lunghezze d'onda. Nel 1921 Albert A. Michelson eseguì la prima misurazione di un diametro stellare tramite l'utilizzo di un interferometro montato sul telescopio Hooker dell'osservatorio di Monte Wilson.
Un importante lavoro dal punto di vista concettuale sulle basi fisiche delle stelle venne svolto nei primi decenni del secolo scorso, grazie anche all'invenzione nel 1913, da parte di Ejnar Hertzsprung e, indipendentemente, Henry Norris Russell, del diagramma H-R. In seguito furono sviluppati dei modelli per spiegare le dinamiche interne e l'evoluzione delle stelle, mentre i progressi conseguiti dalla fisica quantistica consentirono di spiegare con successo le particolarità degli spettri stellari; ciò ha permesso di conoscere e determinare con una certa accuratezza la composizione chimica delle atmosfere stellari.

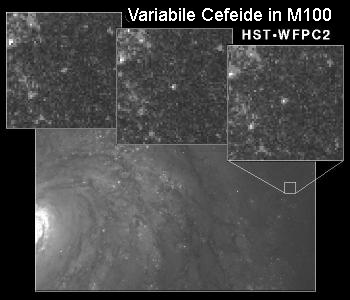
Una variabile Cefeide vista da HST nella galassia M100

I progressi tecnologici dell'osservazione astronomica hanno consentito agli astronomi di osservare le singole stelle anche in altre galassie del Gruppo Locale, l'ammasso cui appartiene la nostra Via Lattea. Recentemente è stato possibile osservare alcune stelle distinte, per lo più variabili Cefeidi, anche in M100, una galassia che fa parte dell'Ammasso della Vergine, posta a circa 100 milioni di anni luce dalla Terra. Al momento non è stato possibile osservare né ammassi stellari né tanto meno singole stelle oltre il Superammasso della Vergine; l'unica eccezione è stata la debole immagine di un vasto superammasso stellare, contenente centinaia di migliaia di stelle, posto in una galassia distante un miliardo di anni luce dalla Terra: dieci volte la distanza dell'ammasso stellare più lontano sino a ora osservato.
A partire dai primi anni novanta sono stati scoperti, in orbita attorno a un cospicuo numero di stelle, numerosi pianeti extrasolari; il primo sistema planetario extrasolare fu scoperto nel 1992 in orbita alla pulsar PSR B1257+12 e consta di tre pianeti, più una probabile cometa. In seguito si sono registrate numerose altre scoperte che hanno portato a più di 3200 il numero dei pianeti extrasolari attualmente confermati.

## Nomenclatura e catalogazione

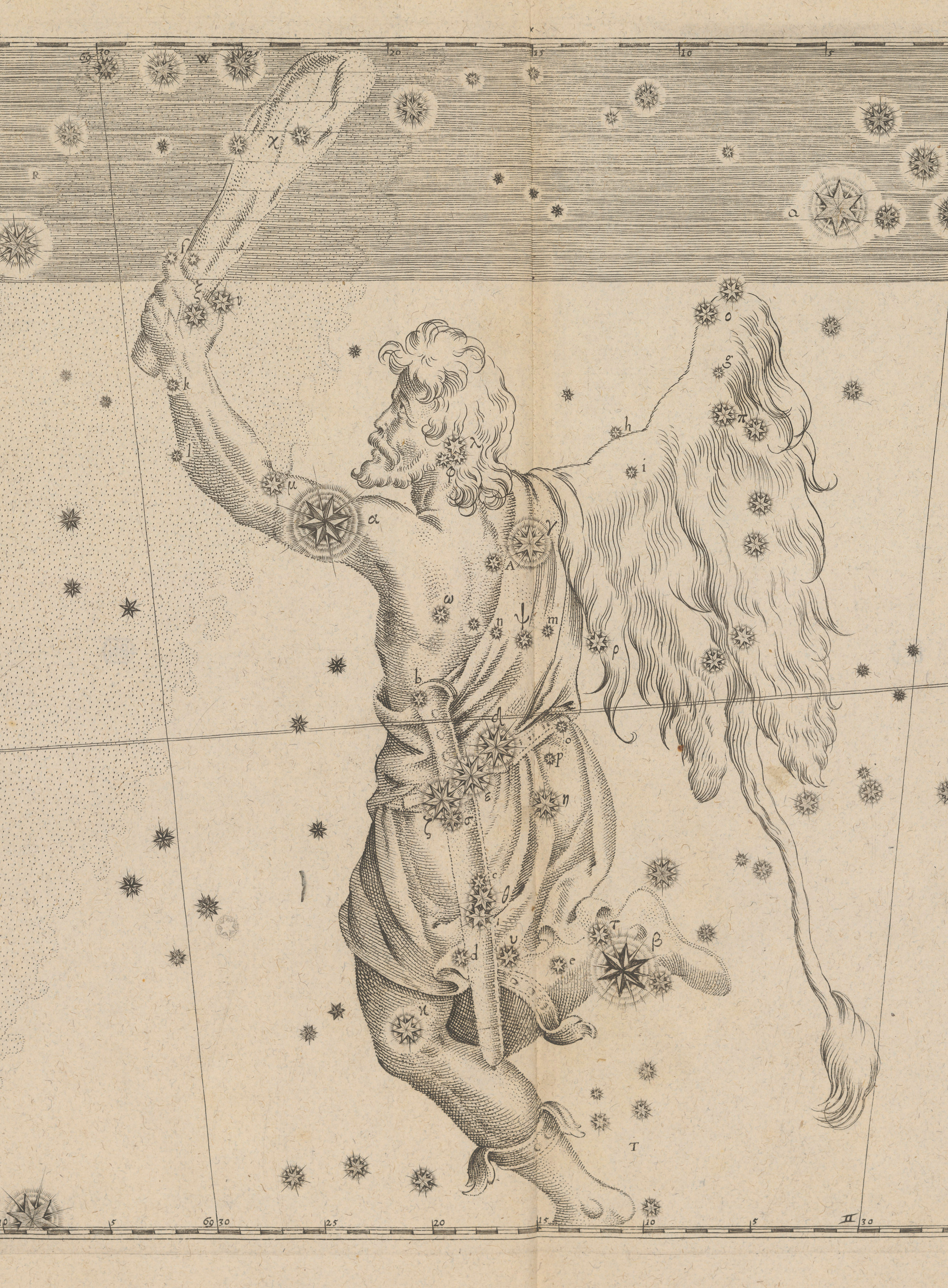
La costellazione di Orione nell'atlante Uranometria di Bayer

La maggior parte delle stelle è identificata da un numero di catalogo; solo una piccola parte di esse, in genere le più luminose, ha un nome vero e proprio che deriva spesso dalla denominazione originale araba o latina dell'astro. Molti di questi nomi sono dovuti ai miti loro associati, alla loro posizione nella costellazione (come Deneb - α Cygni -, che significa la coda poiché corrisponde alla coda del Cigno celeste), oppure al particolare periodo o alla particolare posizione in cui esse compaiono nella sfera celeste nel corso dell'anno; un esempio in questo senso è Sirio, il cui nome deriva dal greco σείριος (séirios), che significa ardente. Infatti gli antichi greci associavano la stella al periodo di maggior caldo durante l'estate, la canicola, poiché dal 24 luglio al 26 agosto l'astro sorge e tramonta con il Sole (levata eliaca).
A partire dal XVII secolo si iniziò a dare alle stelle, in certe regioni del cielo, i nomi delle costellazioni cui appartenevano. L'astronomo tedesco Johann Bayer creò una serie di mappe stellari (raccolte nell'atlante Uranometria) in cui si servì, per denominare le stelle di ciascuna costellazione, delle lettere dell'alfabeto greco (assegnando la lettera α alla più luminosa) seguite dal genitivo del nome della costellazione in latino; questo sistema è noto come nomenclatura di Bayer. Tuttavia, poiché le lettere greche sono molto limitate, capita che in talune costellazioni, che contengono un elevato numero di stelle, si rivelino insufficienti; Bayer pensò allora di ricorrere alle lettere minuscole dell'alfabeto latino una volta esaurite quelle greche. In seguito l'astronomo inglese John Flamsteed inventò un nuovo sistema di nomenclature, denominato in seguito nomenclatura di Flamsteed, molto simile a quello di Bayer, ma basato sull'utilizzo di numeri al posto delle lettere greche; il numero 1 però non era assegnato alla stella più luminosa, ma alla stella con ascensione retta (una coordinata astronomica analoga alla longitudine terrestre) più bassa. A seguito della scoperta delle stelle variabili, si è deciso di assegnare loro una nomenclatura diversa, basata sulle lettere maiuscole dell'alfabeto latino seguite dal genitivo della costellazione; la lettera di partenza non è però la A, ma la R, cui seguono S, T e così via; la A viene immediatamente dopo la Z. Una volta esaurite le lettere dell'alfabeto si riparte con RR e via dicendo (ad esempio S Doradus, RR Lyrae ecc.). Il numero di variabili scoperte è cresciuto al punto che in alcune costellazioni si è resa necessaria l'adozione di un nuovo sistema di nomenclature, che prevede la lettera V (che sta per variable) seguita da un numero identificativo e dal genitivo latino della costellazione (ad esempio V838 Monocerotis).
In seguito, con il progredire dell'astronomia osservativa e l'utilizzo di strumenti sempre più avanzati, si è resa necessaria l'adozione di numerosi altri sistemi di nomenclatura, che hanno dato origine a nuovi cataloghi stellari.
La sola organizzazione abilitata dalla comunità scientifica a conferire i nomi alle stelle, e più in generale a tutti i corpi celesti, è l'Unione Astronomica Internazionale.

## Unità di misura
Gran parte dei parametri stellari sono espressi convenzionalmente secondo le unità di misura del Sistema Internazionale, anche se non di rado vengono utilizzate le unità del sistema CGS (ad esempio, la luminosità viene talvolta espressa in erg al secondo). Massa, luminosità e raggio sono spesso dati in unità solari, un sistema che tiene conto delle caratteristiche del Sole:
| Massa solare:      | M☉ = 1,9891 × 1030 kg[48] |
| Luminosità solare: | L☉ = 3,827 × 1026 W[48]   |
| Raggio solare:     | R☉ = 6,960 × 108 m[49]    |
Le grandezze maggiori, come il raggio di una stella supergigante o ipergigante o il semiasse maggiore di un sistema binario, sono spesso espresse in termini di unità astronomiche (U.A.), una misura equivalente alla distanza media tra la Terra e il Sole (circa 150 milioni di km).

## Classificazione

Schema della classificazione spettrale Morgan-Keenan-Kellman

La classificazione stellare è generalmente basata sulla temperatura superficiale delle stelle, che può essere stimata mediante la legge di Wien a partire dalla loro emissione luminosa. La temperatura superficiale è all'origine del colore dell'astro e di diverse particolarità spettrali, che consentono di dividerle in classi, a ciascuna delle quali è assegnata una lettera maiuscola. I tipi spettrali più utilizzati sono, in ordine decrescente di temperatura: O, B, A, F, G, K, M; in lingua inglese è stata coniata una frase per ricordare facilmente questa scala: Oh Be A Fine Girl, Kiss Me. Le stelle di tipo O, di colore blu-azzurro, sono le più massicce e luminose, visibili da grandissime distanze, ma anche le più rare; quelle di tipo M, rosse e solitamente grandi appena da permettere che abbia inizio la fusione dell'idrogeno nei loro nuclei, sono invece le più frequenti. Esistono poi diversi altri tipi spettrali utilizzati per descrivere alcuni tipi particolari di stelle: i più comuni sono L e T, utilizzati per classificare le nane rosse meno massicce più fredde e scure (che emettono principalmente nell'infrarosso) e le nane brune; di grande importanza sono anche i tipi C, R e N, utilizzati per le stelle al carbonio, e W, utilizzato per le caldissime ed evolute stelle di Wolf-Rayet.
Ogni tipo spettrale è ulteriormente suddiviso in dieci sottoclassi, da 0 (la più calda) a 9 (la meno calda). Per esempio, il tipo A più caldo è l'A0, che è molto simile al B9, il tipo B meno caldo. Questo sistema dipende strettamente dalla temperatura superficiale della stella, ma perde valore se si considerano le temperature più alte; tant'è che non sembrano esistere stelle di classe O0 e O1. Tale classificazione è detta classificazione spettrale di Morgan-Keenan-Kellman.
| Classe | Temperatura (K) | Colore            | Massa (M☉) | Raggio (R☉) | Luminosità (L☉)  | Linee di assorbimento        | Esempio           |
| ------ | --------------- | ----------------- | ---------- | ----------- | ---------------- | ---------------------------- | ----------------- |
| O      | 28 000 - 50 000 | Blu-azzurro       | 16 - 150   | 15          | fino a 1 400 000 | N, C, He e O                 | 10 Lacertae       |
| B      | 9 600 - 28 000  | Bianco-azzurro    | 3,1 - 16   | 7           | 20 000           | He, H                        | Regolo            |
| A      | 7 100 - 9 600   | Bianco            | 1,7 - 3,1  | 2,1         | 80               | H                            | Altair            |
| F      | 5 700 - 7 100   | Bianco-giallastro | 1,2 - 1,7  | 1,3         | 6                | Metalli: Fe, Ti, Ca, Sr e Mg | Procione          |
| G      | 4 600 - 5 700   | Giallo            | 0,9 - 1,2  | 1,1         | 1,2              | Ca, He, H e altri            | Sole              |
| K      | 3 200 - 4 600   | Arancione         | 0,4 - 0,8  | 0,9         | 0,4              | Metalli + TiO2               | α Centauri B      |
| M      | 1 700 - 3 200   | Rosso             | 0,08 - 0,4 | 0,4         | 0,04             | Come sopra                   | Stella di Barnard |

Le stelle possono essere anche suddivise in gruppi in base agli effetti, strettamente dipendenti dalle dimensioni spaziali dell'astro e dalla sua gravità superficiale, che la luminosità sortisce sulle linee spettrali. Identificate da numeri romani, le classi di luminosità sono comprese tra la 0 (ipergiganti) e la VII (nane bianche), passando per la III (giganti) e la V (la sequenza principale, che comprende la maggior parte delle stelle, tra cui il Sole); tale classificazione è detta classificazione spettrale di Yerkes.
La classificazione di certe stelle richiede l'uso di lettere minuscole per descrivere alcune situazioni particolari rilevate nei loro spettri: ad esempio, la "e" indica la presenza di linee di emissione, la "m" indica un livello straordinariamente alto di metalli e "var" indica una variabilità nel tipo spettrale.
Le nane bianche godono di una classificazione a parte. Indicate genericamente con la lettera D (che sta per l'inglese dwarf, nano), sono a loro volta suddivise in sottoclassi che dipendono dalla tipologia predominante delle linee riscontrate nei loro spettri: DA, DB, DC, DO, DZ e DQ; segue poi un numero che identifica la temperatura del corpo celeste.

## Evoluzione

Il percorso evolutivo di diverse stelle lungo il Diagramma H-R

Con la locuzione "evoluzione stellare" si intendono i cambiamenti che una stella sperimenta nel corso della sua esistenza, durante la quale essa varia, anche in maniera molto pronunciata, di luminosità, raggio e temperatura. Tuttavia, a causa dei tempi evolutivi molto lunghi (milioni o miliardi di anni), è impossibile per un essere umano seguire l'intero ciclo vitale di un astro; pertanto, per riuscire a comprendere i meccanismi evolutivi, si osserva una popolazione stellare che contiene stelle in diverse fasi della loro vita e si costruiscono dei modelli fisico - matematici che permettano di riprodurre in via teorica le proprietà osservate. Un valido aiuto in questo senso è dato dal diagramma H-R, che pone a confronto la luminosità e la temperatura. Ogni astro ha una propria evoluzione la cui durata dipende dalla propria massa: quanto più una stella è massiccia, tanto più breve risulterà essere la durata del ciclo vitale.

### Formazione

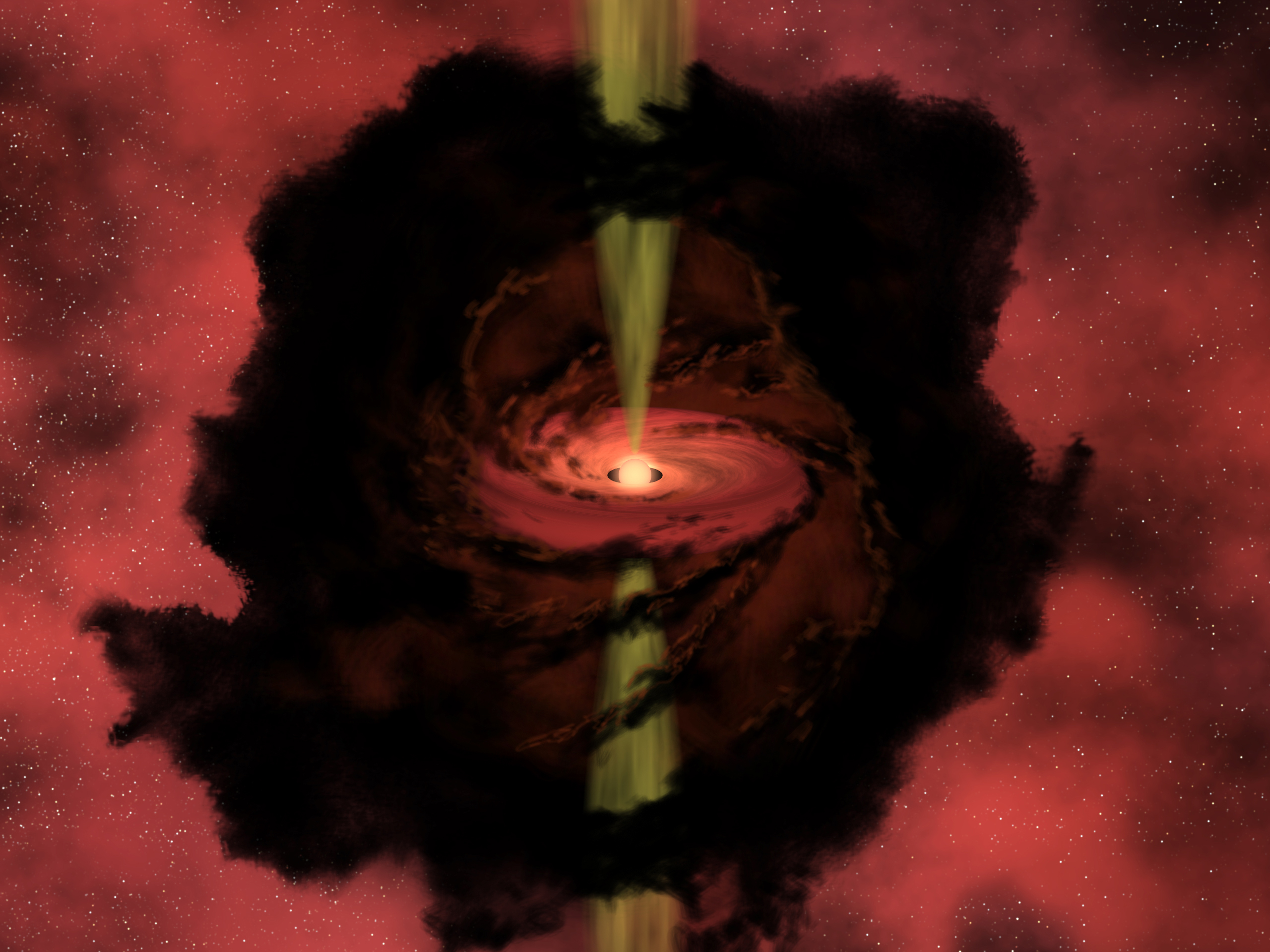
Rappresentazione grafica della protostella scoperta nella nube oscura LDN 1014; ben visibili sono il disco di accrescimento e i getti che si dipartono dai poli della protostella.

Le stelle si formano all'interno delle nubi molecolari, delle regioni di gas ad "alta" densità presenti nel mezzo interstellare, costituite essenzialmente da idrogeno, con una quantità di elio del 23–28% e tracce di elementi più pesanti. Le stelle più massicce che si formano al loro interno le illuminano e le ionizzano, creando le cosiddette regioni H II.
La formazione di una stella ha inizio quando una nube molecolare inizia a manifestare fenomeni di instabilità gravitazionale, spesso innescati dalle onde d'urto di una supernova o della collisione tra due galassie. Non appena si raggiunge una densità della materia tale da soddisfare i criteri dell'instabilità di Jeans, la regione inizia a collassare sotto la sua stessa gravità.
Il graduale collasso della nube porta alla formazione di densi agglomerati di gas e polveri oscure al cui interno si forma la protostella, circondata da un disco che alimenta l'aumento della sua massa. Il destino della protostella dipende dalla massa che riesce ad accumulare: se questa è inferiore a 0,08 M☉, la protostella non raggiunge l'ignizione delle reazioni nucleari e si trasforma in una nana bruna; se possiede una massa fino a otto masse solari, si forma una stella pre-sequenza principale, spesso circondata da un disco protoplanetario; se la massa è superiore a 8 M☉, la stella raggiunge direttamente la sequenza principale senza passare per questa fase.

### Sequenza principale

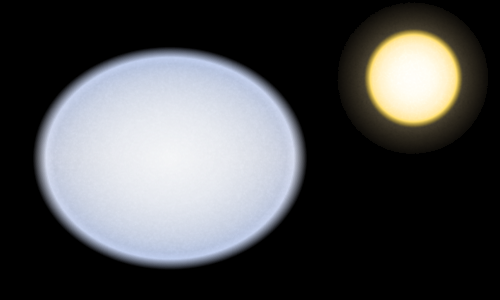
Vega (qui confrontata con il Sole) è una stella di sequenza principale.

La sequenza principale è una fase di stabilità durante la quale le stelle fondono l'idrogeno del proprio nucleo in elio a temperatura e pressione elevate; le stelle trascorrono in questa fase circa il 90% della propria esistenza.
In questa fase ogni stella genera un vento di particelle cariche che provoca una continua fuoriuscita di materia nello spazio, che per gran parte delle stelle risulta irrisoria. Il Sole, ad esempio, perde, nel vento solare, 10−14 masse solari di materia all'anno, ma le stelle più massicce arrivano a perderne decisamente di più, sino a 10−7 – 10−5 masse solari all'anno; tale perdita può riflettersi in maniera sostanziale sulla successiva evoluzione dell'astro.
La durata della sequenza principale dipende dalla massa iniziale e dalla luminosità della stella. Le stelle più massicce consumano il proprio "combustibile nucleare" piuttosto velocemente e hanno una vita decisamente più breve (qualche decina o centinaio di milioni di anni); le stelle più piccole invece bruciano l'idrogeno del nucleo molto lentamente e hanno un'esistenza molto più lunga (decine o centinaia di miliardi di anni).
La sequenza principale termina non appena l'idrogeno, contenuto nel nucleo della stella, è stato completamente convertito in elio dalla fusione nucleare; la successiva evoluzione della stella segue vie diverse a seconda della massa dell'oggetto celeste.

### Fase post-sequenza principale

Schema che rappresenta le dimensioni del Sole nella sequenza principale e nella fase di gigante rossa

Le stelle più piccole, le nane rosse (tra 0,08 e 0,4 masse solari), si riscaldano, divenendo per breve tempo delle stelle azzurre, per poi contrarsi gradualmente in nane bianche. Tuttavia, dato che la durata della vita di tali stelle è maggiore dell'età dell'Universo (13,7 miliardi di anni), si ritiene che nessuna di essa sia ancora giunta al termine della propria evoluzione.
Le stelle la cui massa è compresa tra 0,4 e 8 masse solari attraversano, al termine della sequenza principale, una fase di notevole instabilità: il nucleo subisce una serie di collassi gravitazionali, incrementando la propria temperatura e dando inizio a diversi processi di fusione nucleare che riguardano anche gli strati immediatamente contigui al nucleo; gli strati più esterni invece si espandono per far fronte al surplus energetico proveniente dal nucleo e gradualmente si raffreddano, assumendo di conseguenza una colorazione rossastra. La stella, dopo esser passata per la fase instabile di subgigante, si trasforma in una fredda ma brillante gigante rossa. Durante questo stadio la stella fonde l'elio in carbonio e ossigeno e, qualora la massa sia sufficiente (~7-8 M☉), una parte di quest'ultimo in magnesio. Parallela a quella di gigante rossa è la fase di gigante blu, che intercorre come meccanismo di compensazione qualora la velocità delle reazioni nucleari subisca un rallentamento.

Si stima che il Sole diverrà una gigante rossa tra circa 5 miliardi di anni: le sue dimensioni saranno colossali (circa 100 volte quelle attuali) e il suo raggio si estenderà sino quasi a coprire l'attuale distanza che separa la stella dalla Terra (1 UA).

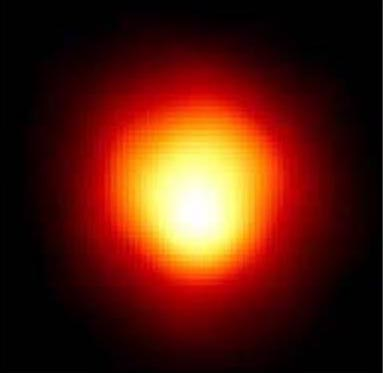
La supergigante rossa Betelgeuse

Anche le stelle massicce (con massa superiore a 8 M☉), al termine della sequenza principale, subiscono numerose instabilità, che le portano a espandersi allo stadio di supergigante rossa. In questa fase, l'astro fonde l'elio in carbonio e, all'esaurimento di questo processo, si innesca una serie di successivi collassi nucleari e aumenti di temperatura e pressione che avviano i processi di sintesi di altri elementi più pesanti: neon, silicio e zolfo, per terminare con il nichel-56, che decade in ferro-56. In tali stelle può svolgersi in contemporanea la nucleosintesi di più elementi all'interno di un nucleo pluristratificato. In ciascuno degli strati concentrici avviene la fusione di un differente elemento: il più esterno fonde idrogeno in elio, quello immediatamente sotto fonde elio in carbonio e via dicendo, a temperature e pressioni sempre crescenti man mano che si procede verso il centro. Il collasso di ciascuno strato è sostanzialmente evitato dal calore e dalla pressione di radiazione dello strato sottostante, dove le reazioni procedono a un regime più intenso.
Qualora subiscano un rallentamento i processi di fusione nucleare, le supergiganti rosse possono attraversare uno stadio simile a quello di gigante blu, che prende il nome di supergigante blu; l'astro tuttavia, prima di raggiungere questo stadio, passa per la fase di supergigante gialla, caratterizzata da una temperatura e da dimensioni intermedie rispetto alle due fasi.
Le stelle supermassicce (>30 M☉), dopo aver attraversato la fase instabile di variabile blu luminosa, man mano che procedono lungo il loro percorso post-sequenza principale accumulano al loro centro un grande nucleo di ferro inerte; divengono così stelle di Wolf-Rayet, oggetti caratterizzati da venti forti e polverosi che provocano una consistente perdita di massa.

### Stadi terminali
Quando una stella è prossima alla fine della propria esistenza, la pressione di radiazione del nucleo non è più in grado di contrastare la gravità degli strati più esterni dell'astro. Di conseguenza il nucleo va incontro a un collasso, mentre gli strati più esterni vengono espulsi in maniera più o meno violenta; ciò che resta è un oggetto estremamente denso: una stella compatta, costituita da materia in uno stato altamente degenere. La tipologia di stella compatta che si viene a formare differisce in relazione alla massa iniziale della stella.

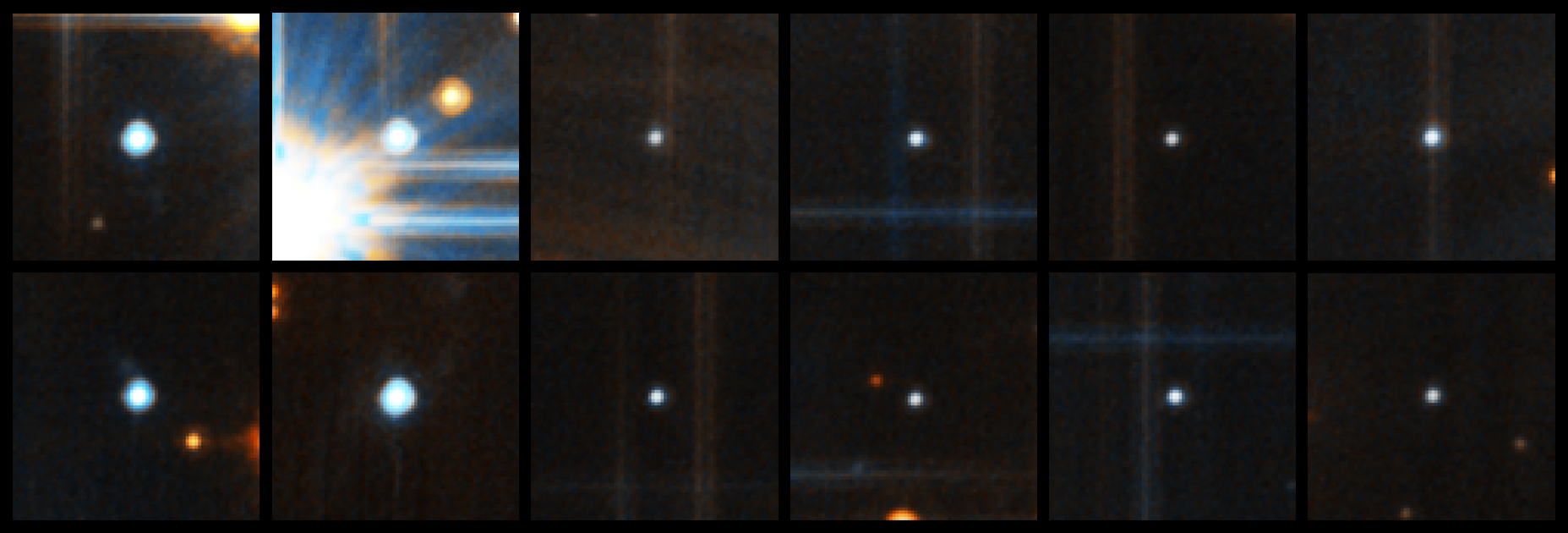
Alcune nane bianche fotografate da HST nell'ammasso globulare NGC 6397

Se la stella possedeva originariamente una massa tra 0,08 e 8 M☉ si forma una nana bianca, un oggetto dalle dimensioni piuttosto piccole (paragonabili all'incirca a quelle della Terra) con una massa minore o uguale al limite di Chandrasekhar (1,44 M☉). Una nana bianca possiede una temperatura superficiale molto elevata, che col tempo tende a diminuire in funzione degli scambi termici con lo spazio circostante fino a raggiungere, in un lunghissimo lasso di tempo, l'equilibrio termico e trasformarsi in una nana nera. Sino a ora non è stata ancora osservata alcuna nana nera; perciò gli astronomi ritengono che il tempo previsto perché una nana bianca si raffreddi del tutto sia di gran lunga superiore all'attuale età dell'Universo.
Se la stella morente ha una massa compresa tra 0,08 e 0,4 M☉ dà luogo a una nana bianca senza alcuna fase intermedia; se invece la sua massa è compresa tra 0,4 e 8 M☉, essa, prima di trasformarsi in nana bianca, perde i suoi strati più esterni in una spettacolare nebulosa planetaria.

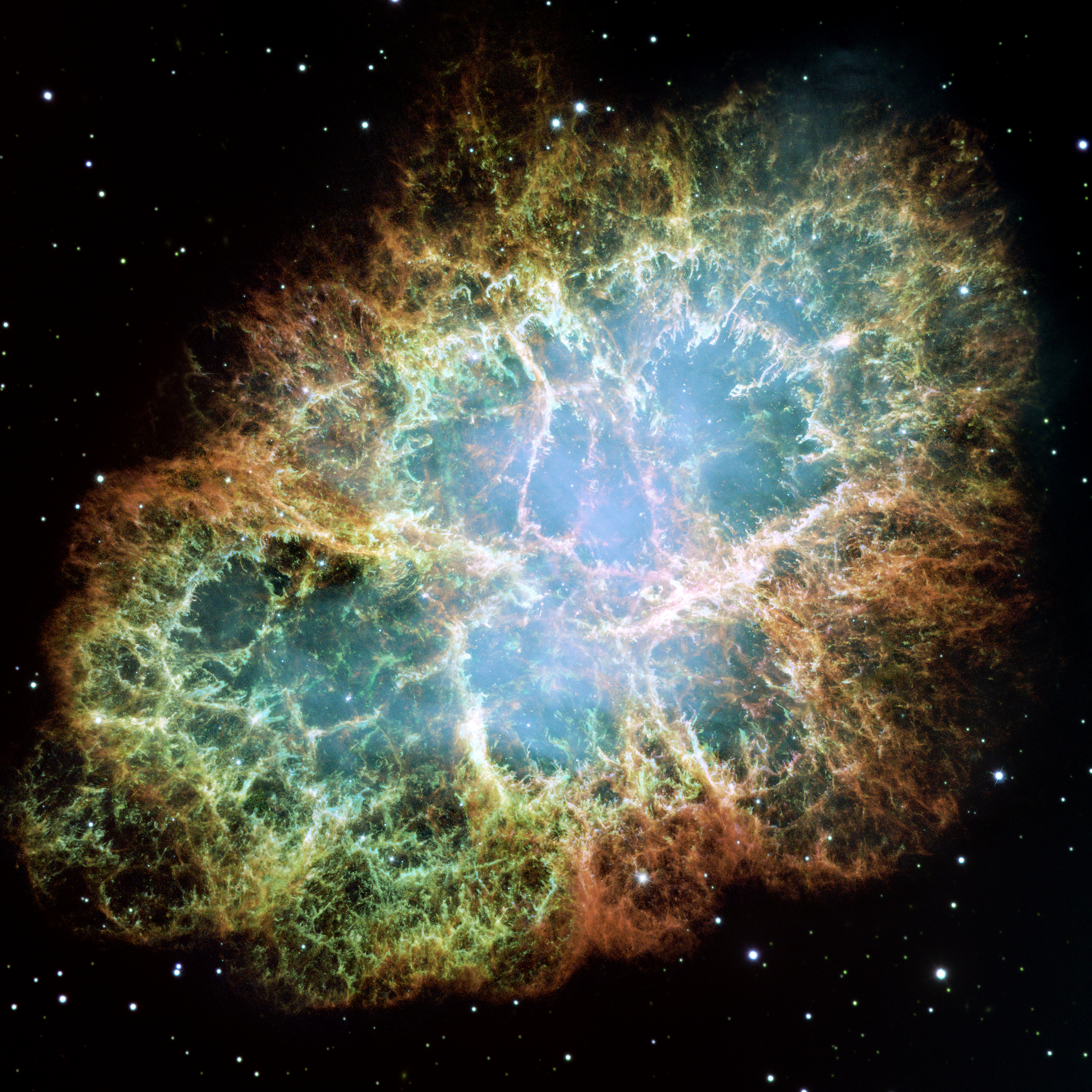
La Nebulosa Granchio, un noto resto di supernova visibile nella costellazione del Toro

Nelle stelle con masse superiori a 8 M☉, la fusione nucleare continua finché il nucleo non raggiunge una massa superiore al limite di Chandrasekhar. Oltrepassato questo limite, il nucleo non riesce più a tollerare la sua stessa massa e va incontro a un improvviso e irreversibile collasso. L'onda d'urto che si genera provoca la catastrofica esplosione della stella in una brillantissima supernova di tipo II o di tipo Ib o Ic, se si trattava di una stella supermassiccia (>30 M☉). Le supernovae hanno una luminosità tale da superare, anche se per breve tempo, la luminosità complessiva dell'intera galassia che le ospita.
L'energia liberata nell'esplosione è talmente elevata da consentire la fusione dei prodotti della nucleosintesi stellare in elementi ancora più pesanti, in un fenomeno detto nucleosintesi delle supernovae. L'esplosione della supernova diffonde nello spazio la gran parte della materia che costituiva la stella; tale materia forma il cosiddetto resto di supernova, mentre il nucleo residuo sopravvive in uno stato altamente degenere. Se la massa del residuo è compresa tra 1,4 e 3,8 masse solari, esso collassa in una stella di neutroni (che talvolta si manifesta come pulsar); nel caso in cui la stella originaria sia talmente massiccia che il nucleo residuo mantiene una massa superiore a 3,8 masse solari (limite di Tolman-Oppenheimer-Volkoff), nessuna forza è in grado di contrastare il collasso gravitazionale e il nucleo si contrae fino a raggiungere dimensioni inferiori al raggio di Schwarzschild: si origina un buco nero stellare.

## Struttura
L'interno di una stella di sequenza principale si trova in una condizione di equilibrio in cui le due forze predominanti, la gravità (orientata in direzione del centro della stella) e l'energia termica della massa del plasma (orientata verso la superficie) si controbilanciano alla perfezione. Perché questa situazione di stabilità permanga, è necessario che la temperatura del nucleo raggiunga o superi i 107 K; la combinazione di valori elevati di temperatura e pressione favorisce il processo di fusione dei nuclei di idrogeno in nuclei elio, che sprigiona un'energia sufficiente a contrastare il collasso cui la stella andrebbe naturalmente incontro. Tale energia è emessa sotto forma di neutrini e fotoni gamma, che, interagendo col plasma circostante, contribuiscono a mantenere elevata la temperatura dell'interno stellare.

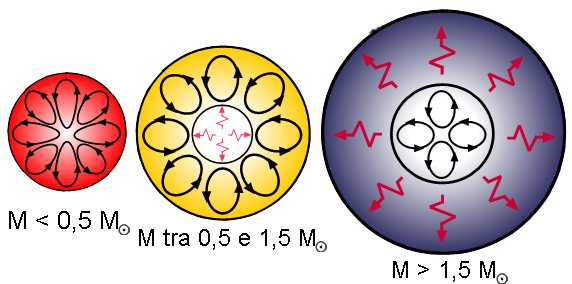
Schema sulle strutture interne di differenti tipi di stelle; le curve rappresentano la zona convettiva, le linee spezzate la zona radiativa.

L'interno di una stella stabile si trova in uno stadio di equilibrio sia idrostatico sia termico ed è caratterizzato da un gradiente di temperatura che origina un flusso energetico diretto verso l'esterno. L'interno delle stelle presenta una struttura ben definita, che appare suddiviso in diversi strati. La zona radiativa è quella regione all'interno della stella in cui il trasferimento dell'energia per irraggiamento è sufficiente a mantenere stabile il flusso energetico. In questa zona il plasma non subisce né perturbazioni né spostamenti di massa; se però il plasma inizia a dare manifestazioni di instabilità ed è soggetto a movimenti di tipo convettivo, la regione assume le caratteristiche di zona convettiva. Quanto detto si verifica generalmente nelle zone della stella in cui sono localizzati i flussi altamente energetici, come nello strato immediatamente superiore al nucleo, o in aree con un'opacità alla radiazione superiore allo strato più esterno. La posizione della zona radiativa e di quella convettiva di una stella di sequenza principale dipende dalla classe spettrale e dalla massa. Nelle stelle con una massa diverse volte quella solare la zona convettiva è posta in profondità, adiacente al nucleo, mentre la zona radiativa è posta subito al di sopra della zona convettiva. Nelle stelle meno massicce, come il Sole, le due zone sono invertite, ovvero la zona radiativa è adiacente al nucleo. Le nane rosse con una massa inferiore a 0,4 masse solari presentano solamente una zona convettiva che previene l'accumulo di un nucleo di elio. In gran parte delle stelle la zona convettiva tende a variare nel corso del tempo man mano che la stella procede nella sua evoluzione e la sua composizione interna subisce dei cambiamenti.

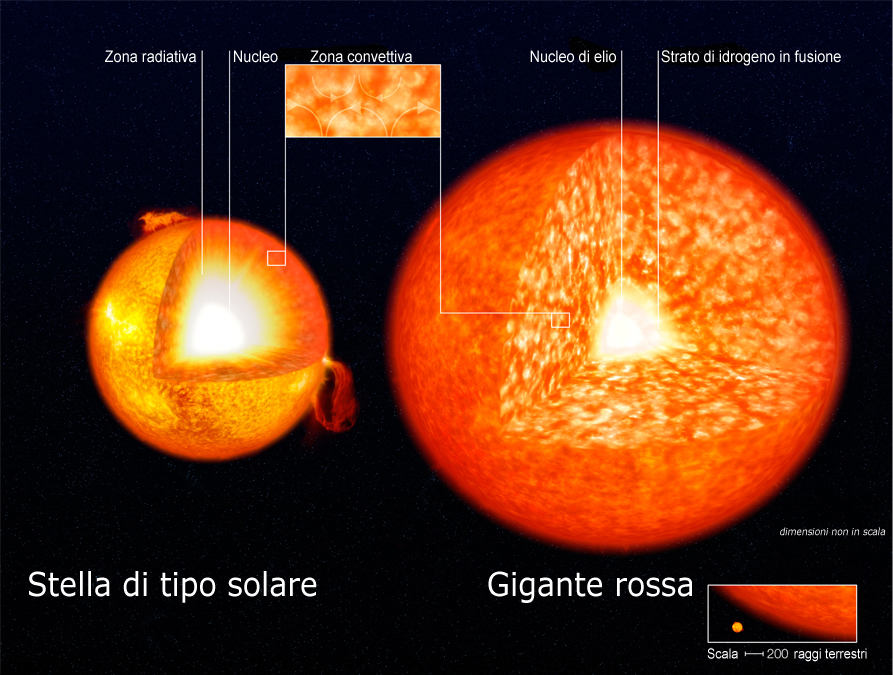
Sezione di una stella simile al Sole e di una gigante rossa. In basso a destra il confronto delle dimensioni.

La porzione visibile di una stella di sequenza principale è detta fotosfera e costituisce la superficie dell'astro. In questa zona il plasma stellare diviene trasparente ai fotoni luminosi e permette la propagazione delle radiazioni nello spazio. Sulla fotosfera compaiono delle zone più scure causate dall'attività magnetica dell'astro: si tratta delle macchie stellari, che appaiono scure poiché hanno una temperatura inferiore a quella del resto della fotosfera.
Al di sopra della fotosfera si staglia l'atmosfera stellare. In una stella di sequenza principale, come il Sole, la parte più bassa dell'atmosfera, detta cromosfera, è una debole regione, di colore rosaceo, in cui hanno luogo vari fenomeni come le spicule o i flare, circondata da una zona di transizione, dall'ampiezza di 100 km, in cui la temperatura cresce enormemente. Al di sopra si trova la corona, un volume di plasma poco denso a elevatissima temperatura (oltre il milione di kelvin) che si estende nello spazio per diversi milioni di km. L'esistenza della corona sembra dipendere dalla presenza della zona convettiva in prossimità degli strati superficiali della stella. A dispetto dell'altissima temperatura, la corona emette una quantità relativamente piccola di luce e risulta visibile, nel caso del Sole, solo durante le eclissi.
Dalla corona si diparte un vento stellare, costituito da plasma estremamente rarefatto e particelle cariche, che si propaga nello spazio sino a quando non viene a interagire col mezzo interstellare, dando origine, soprattutto nel caso delle stelle massicce, a delle cavità del mezzo interstellare dette "bolle".

## Caratteristiche

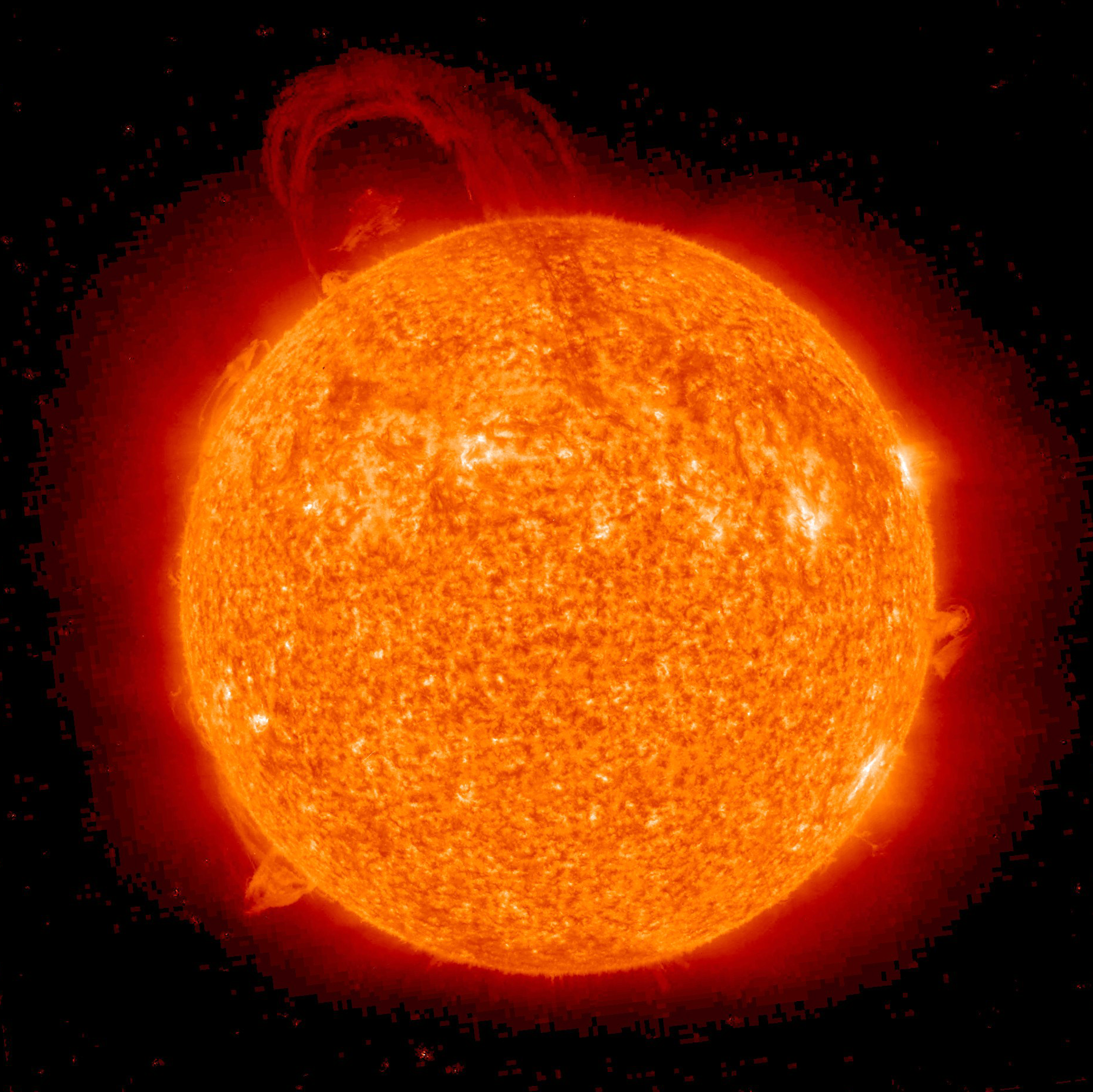
Il Sole fotografato dalla sonda STEREO (A). La nostra stella ha un'età di circa 5 miliardi di anni; l'età attuale del nostro astro è stata determinata tramite modelli elaborati al computer sull'evoluzione stellare e la nucleocosmocronologia.

Quasi tutte le caratteristiche di una stella, incluse luminosità, dimensioni, evoluzione, durata del ciclo vitale e destino finale, sono determinate dalla sua massa al momento della formazione.
Massa, raggio, accelerazione di gravità alla superficie e periodo di rotazione possono essere misurati sulla base dei modelli stellari; la massa inoltre può essere calcolata in maniera diretta in un sistema binario sfruttando le leggi di Keplero combinate con la meccanica newtoniana o tramite l'effetto lente gravitazionale. Tutti questi parametri, associati, possono permettere di calcolare l'età della stella.

### Età
Gran parte delle stelle ha un'età compresa tra 1 e 10 miliardi di anni. Vi sono stelle che però hanno età prossime a quella dell'Universo (13,7 miliardi di anni): la stella più vecchia conosciuta, HE 1523-0901, ha un'età stimata di 13,2 miliardi di anni. Studi in banda submillimetrica effettuati con il radiotelescopio ALMA hanno evidenziato che le prime stelle si sarebbero formate quando l'universo aveva circa il 2% dell'età attuale.
La durata del ciclo vitale di una stella dipende dalla massa che essa possiede al momento della sua formazione: quanto più una stella è massiccia, tanto più la durata del suo ciclo vitale è breve. Infatti la pressione e la temperatura che caratterizzano il nucleo di una stella massiccia sono nettamente superiori a quelle presenti nelle stelle meno massicce; di conseguenza l'idrogeno viene fuso in maniera più "efficiente" tramite il ciclo CNO (anziché secondo la catena protone-protone), che produce una quantità di energia superiore mentre le reazioni avvengono a un ritmo più serrato. Le stelle più massicce hanno una vita prossima al milione di anni, mentre le meno massicce (come le nane arancioni e rosse) bruciano il proprio combustibile nucleare molto lentamente arrivando a vivere per decine o centinaia di miliardi di anni.

### Composizione chimica

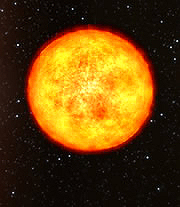
Rappresentazione grafica di HE 1523-0901, la stella più antica conosciuta; la sua metallicità, tra le più basse conosciute ([Fe/H]=-2,95), ha consentito di determinarne l'età. (ESO)

Al momento della loro formazione, le stelle sono composte prevalentemente da idrogeno ed elio, con una piccola percentuale di elementi più pesanti, detti metalli; tra di essi vi sono però alcuni elementi, come l'ossigeno e il carbonio, che dal punto di vista chimico non sono realmente dei metalli. La quantità di tali elementi nell'atmosfera stellare è detta metallicità ([M/H] o, più spesso, [Fe/H]) ed è definita come il logaritmo decimale della quantità di elementi pesanti (M), soprattutto il ferro (Fe), rispetto all'idrogeno (H), diminuita del logaritmo decimale della metallicità del Sole: così, se la metallicità della stella presa in esame è pari a quella solare, il risultato sarà pari a zero. Ad esempio, un valore del logaritmo pari a 0,07 equivale a un tasso reale di metallicità di 1,17, il che significa che l'astro è più ricco di metalli rispetto alla nostra stella del 17%; tuttavia il margine d'errore della misura rimane relativamente alto.
Le stelle più antiche (dette di Popolazione II) sono costituite da idrogeno (per circa il 75%), elio (per circa il 25%) e una frazione molto piccola (<0,1%) di metalli. Nelle stelle più giovani (dette di Popolazione I), invece, la percentuale di metalli sale fino a circa il 2% - 3%, mentre l'idrogeno ed elio hanno percentuali rispettivamente dell'ordine del 70% - 75% e 24% - 27%. Queste differenze sono dovute al fatto che le nubi molecolari, da cui le stelle si originano, sono costantemente arricchite dagli elementi pesanti diffusi dalle esplosioni delle supernove. La determinazione della composizione chimica di una stella può essere, quindi, utilizzata per determinare la sua età.
La frazione di elementi più pesanti dell'elio è generalmente misurata sulla base delle quantità di ferro contenute nell'atmosfera stellare, dato che il ferro è un elemento abbastanza comune e le sue linee di assorbimento sono piuttosto facili da identificare. La quantità degli elementi pesanti è anche indice della probabile presenza di un sistema planetario in orbita attorno alla stella.
La stella col minor contenuto di ferro mai misurato è la gigante rossa SMSS J160540.18-144323.1, con appena 1/1500000 del contenuto ferroso del Sole. Al contrario, la stella μ Leonis è ricchissima in "metalli", con una metallicità circa il doppio di quella del Sole, mentre 14 Herculis, attorno alla quale orbita un pianeta (14 Herculis b), ha una metallicità tre volte superiore. Alcune stelle, dette stelle peculiari, mostrano nel proprio spettro un'insolita abbondanza di metalli, specialmente cromo e lantanidi (le cosiddette terre rare).
La metallicità influenza inoltre la durata della sequenza principale, l'intensità del campo magnetico e del vento stellare. Le vecchie stelle di popolazione II hanno una metallicità minore delle più giovani stelle di popolazione I, poiché le nubi molecolari da cui si sono formate queste ultime possedevano una maggiore quantità di metalli.

### Dimensioni apparenti e reali
A causa della grande distanza dalla Terra, tutte le stelle, eccetto il Sole, appaiono all'occhio umano come dei minuscoli punti brillanti nel cielo notturno, scintillanti a causa degli effetti distorsivi dell'atmosfera terrestre. Il Sole invece, pur essendo esso stesso una stella, è abbastanza vicino al nostro pianeta da apparire come un disco che illumina il nostro pianeta dando luogo al giorno.

Schema in cui sono messe a confronto le dimensioni del Sole e di VY Canis Majoris, una delle stelle più grandi conosciute.

Oltre al Sole, la stella con la maggiore grandezza apparente è R Doradus, con un diametro angolare di soli 0,057 secondi d'arco.
Le dimensioni angolari del disco di gran parte delle stelle sono troppo piccole per permettere l'osservazione delle strutture superficiali attive (come le macchie) con gli attuali telescopi ottici di terra; pertanto l'unico modo per riprodurre immagini di tali caratteristiche è l'utilizzo di telescopi interferometrici. È possibile misurare le dimensioni angolari delle stelle anche durante le occultazioni, valutando il calo di luminosità di una stella mentre essa è occultata dalla Luna o l'aumento di luminosità della stessa al termine dell'occultazione.
Le dimensioni reali delle stelle sono estremamente variabili: le più piccole, le stelle di neutroni, hanno dimensioni comprese tra 20 e 40 km, mentre le più grandi, ipergiganti e supergiganti, hanno raggi vastissimi, con dimensioni dell'ordine delle Unità Astronomiche: ad esempio quello di Betelgeuse (α Orionis) è 630 volte quello del Sole, circa un miliardo di km (quasi 6,7 UA); tali stelle possiedono tuttavia densità decisamente inferiori a quella del nostro Sole, tanto che la loro atmosfera è assimilabile a un vuoto spinto. La stella più grande conosciuta è VY Canis Majoris, il cui diametro è quasi 2000 volte quello del Sole: se si trovasse al centro del Sistema solare, la sua atmosfera si estenderebbe sino all'orbita di Saturno.

### Massa

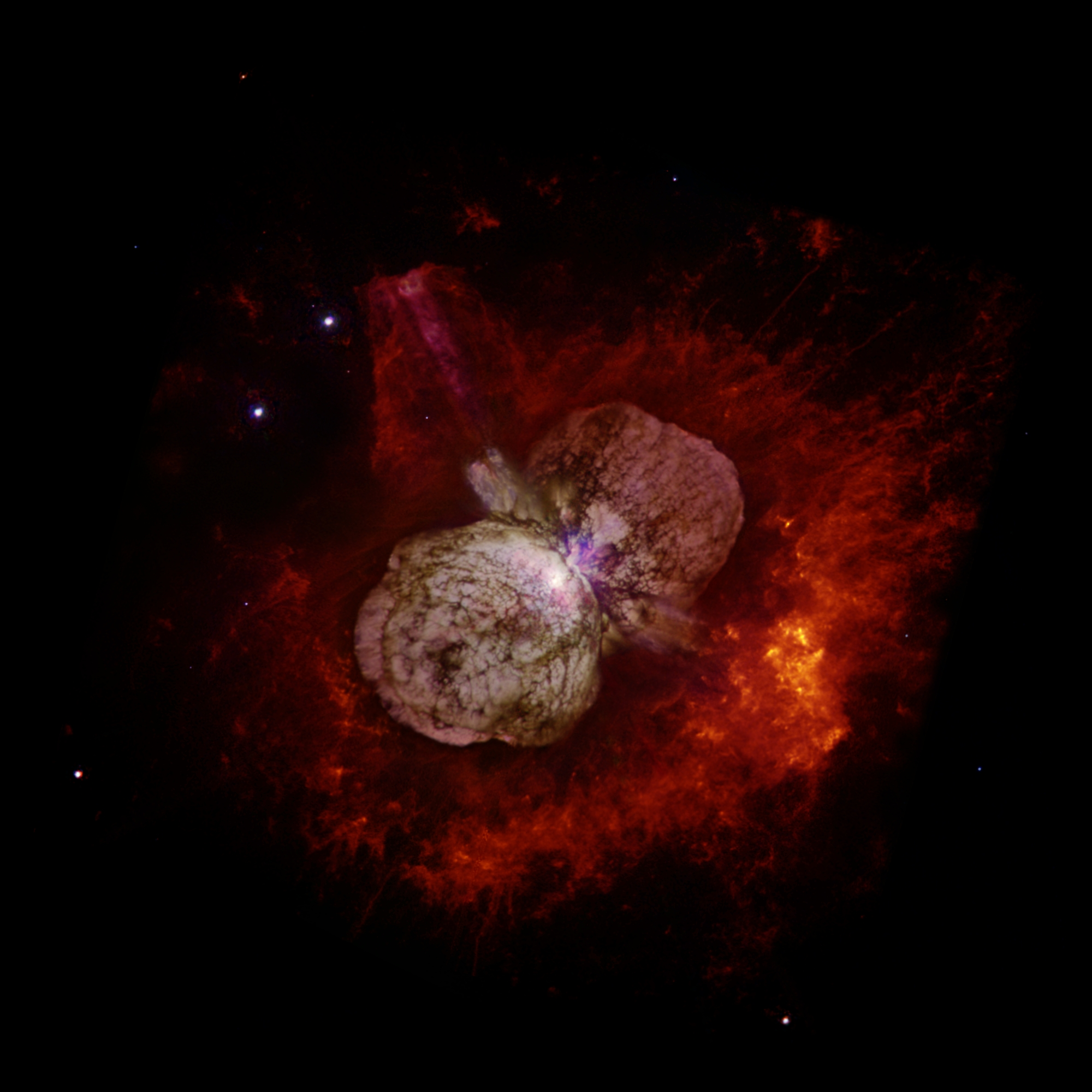
Eta Carinae (circondata dalla Nebulosa Omuncolo) possiede una massa circa 150 volte quella del Sole

Le stelle sono oggetti dotati di una massa considerevole, compresa tra 1,5913 × 1029 e 3,9782 × 1032 kg; in unità solari, da 0,08 a 150–200 masse solari (M☉).
Una delle stelle più massicce conosciute è l'ipergigante LBV Eta Carinae, la cui massa è stimata in 100–150 M☉; tuttavia una simile massa comporta una sensibile riduzione della vita dell'astro, che vive al massimo per alcuni milioni di anni. Uno studio condotto sulle stelle dell'ammasso Arches suggeriva che 150 M☉ fosse il limite massimo raggiungibile da una stella nell'attuale era dell'Universo. La ragione di questo limite non è ancora nota; gli astronomi tuttavia ritengono che ciò sia dovuto in buona parte alla metallicità dell'astro, ma soprattutto al limite di Eddington, che definisce la quantità massima di radiazione luminosa in grado di attraversare gli strati della stella senza provocarne l'espulsione nello spazio. Tuttavia, la scoperta di una stella con una massa di gran lunga superiore a questo limite, R136a1 nella Grande Nube di Magellano (con una massa ipotizzata in circa 265 M☉), impone agli astronomi una revisione teorica del valore del limite massimo di massa stellare.
Le prime stelle, formatesi qualche centinaia di migliaia di anni dopo il Big Bang, dovevano possedere delle masse ancora maggiori (forse oltre 300 M☉) per via della totale assenza al proprio interno di elementi più pesanti del litio. Questa primitiva generazione di stelle supermassicce (dette di popolazione III) si è estinta già da miliardi di anni, per cui gli astronomi sono in grado di formulare esclusivamente delle congetture sulla base dei dati attualmente in loro possesso.
Con una massa appena 93 volte quella di Giove, la nana rossa AB Doradus C, membro del sistema stellare di AB Doradus, è invece la stella meno massiccia conosciuta a essere alimentata dalle reazioni nucleari. Gli astronomi ritengono che per le stelle dotate di una metallicità simile a quella del Sole la massa minima per innescare la fusione nucleare sia di circa 75 masse gioviane. Un recente studio, condotto sulle stelle meno massicce, ha permesso di scoprire che, se la metallicità è molto bassa, la massa minima perché un astro possa produrre energia tramite la fusione nucleare corrisponde a circa l'8,3% della massa solare (circa 87 masse gioviane). Una particolare tipologia di oggetti, che prende il nome di nane brune, costituisce l'anello di congiunzione tra le stelle nane e i pianeti giganti gassosi: la loro massa non è sufficiente a innescare le reazioni nucleari, ma è comunque nettamente superiore a quella di un gigante gassoso.

### Gravità superficiale
La combinazione di raggio e massa determina la gravità superficiale della stella. Le stelle giganti hanno una gravità decisamente minore di quella delle stelle di sequenza principale, che a loro volta hanno una gravità inferiore a quella delle stelle degeneri (nane bianche e stelle di neutroni). Tale caratteristica è in grado di influenzare l'aspetto di uno spettro stellare, causando talvolta un allargamento o uno spostamento delle linee di assorbimento.

### Moti spaziali

Spostamento della Stella di Barnard negli anni compresi tra il 1985 e il 2005

I moti di una stella rispetto al Sole possono fornire utili informazioni sulla sua origine e sulla sua età, come pure sulla struttura complessiva e sull'evoluzione del resto della Galassia. Le componenti del moto di una stella sono la velocità radiale (che può essere in avvicinamento o allontanamento dal Sole) e il moto proprio (il movimento angolare trasversale).
La velocità radiale si basa sullo shift (lo spostamento secondo l'effetto Doppler) delle linee spettrali ed è misurata in km/s. Il moto proprio è determinato da precise misure astrometriche (dell'ordine dei milliarcosecondi - mas - all'anno), e può essere convertito in unità di misura della velocità attraverso la misura della parallasse. Le stelle che presentano dei grandi valori di moto proprio sono i più vicini al Sistema solare e pertanto si prestano in maniera ottimale alla rilevazione della parallasse.
Conosciuti moto proprio, velocità radiale e parallasse, è possibile calcolare la velocità spaziale di una stella in relazione al Sole o alla Galassia. Si è scoperto tra le stelle vicine che le stelle di popolazione I hanno in genere velocità minori delle più antiche stelle di popolazione II; queste ultime inoltre orbitano attorno al centro della Via Lattea secondo traiettorie ellittiche, inclinate verso il piano galattico. La comparazione dei moti di stelle vicine ha anche portato all'identificazione delle associazioni stellari, gruppi di stelle che condividono un medesimo punto di origine in una nube molecolare gigante.
La stella col più alto valore conosciuto di moto proprio è la Stella di Barnard, una nana rossa della costellazione dell'Ofiuco.

### Campo magnetico

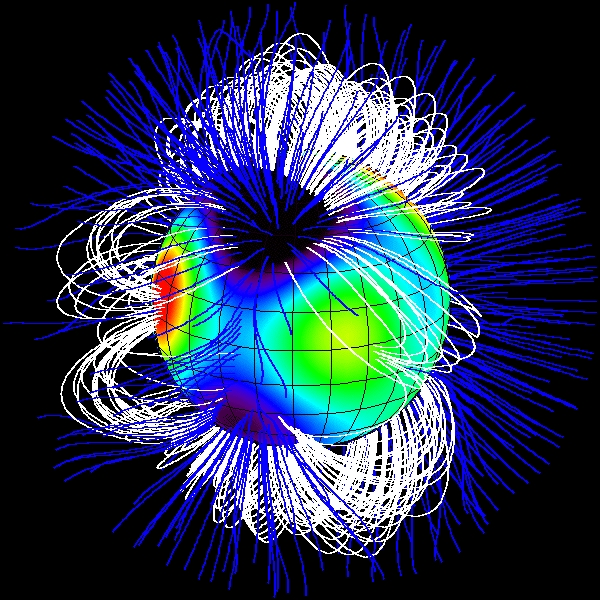
Ricostruzione computerizzata del particolare campo magnetico superficiale di, una stella massiccia, ricostruito tramite lo Zeeman-Doppler imaging

Il campo magnetico di una stella è generato all'interno della sua zona convettiva, nella quale il plasma, messo in movimento dai moti convettivi, si comporta come una dinamo. L'intensità del campo varia in relazione alla massa e alla composizione della stella, mentre l'attività magnetica dipende dalla sua velocità di rotazione. Un risultato dell'attività magnetica sono le caratteristiche macchie fotosferiche, regioni a temperatura inferiore rispetto al testo della fotosfera in cui il campo magnetico si presenta particolarmente intenso. Altri fenomeni strettamente dipendenti dal campo magnetico sono gli anelli coronali e i flare.
Le giovani stelle, che tendono ad avere una velocità di rotazione molto alta, hanno un'attività magnetica molto intensa. I campi magnetici possono influire sui venti stellari arrivando ad agire come dei "freni" che rallentano progressivamente la rotazione della stella man mano che essa compie il proprio percorso evolutivo. Per questo motivo le stelle non più giovani, come il Sole, compiono la propria rotazione in tempi più lunghi e presentano un'attività magnetica meno intensa. I loro livelli di attività tendono a variare in maniera ciclica e possono cessare completamente per brevi periodi di tempo; un esempio fu il minimo di Maunder, durante il quale il Sole andò incontro a un settantennio di attività minima, in cui il numero delle macchie fu esiguo, se non quasi assente per diversi anni.

### Rotazione

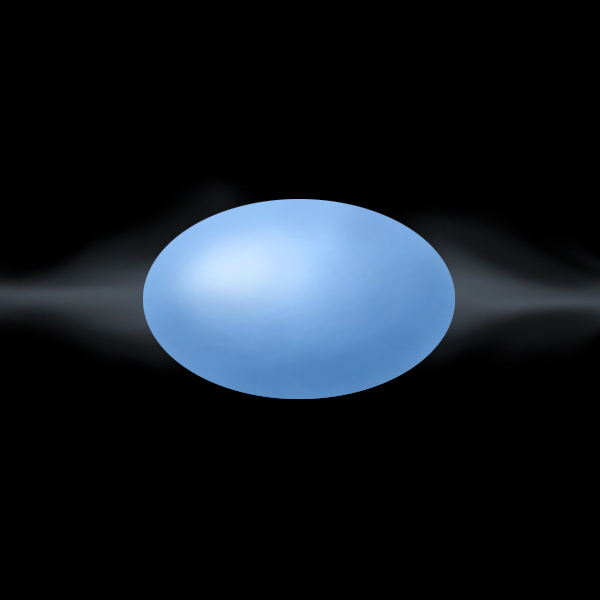
L'aspetto schiacciato di Achernar (α Eridani) è causato dalla rapida rotazione sul proprio asse

La rotazione stellare è il movimento angolare di una stella sul proprio asse di rotazione, la cui durata può essere misurata in base al suo spettro o in maniera più accurata monitorando il periodo di rotazione delle strutture attive superficiali (macchie stellari).
Le giovani stelle hanno una rapida velocità di rotazione, superiore spesso a 100 km/s all'equatore; ad esempio Achernar (α Eridani), una stella di classe spettrale B, ha una velocità di rotazione all'equatore di circa 225 km/s o superiore, il che conferisce all'astro un aspetto schiacciato, con il diametro equatoriale più largo del 50% rispetto al diametro polare. Tale velocità di rotazione è di poco inferiore alla velocità critica di 300 km/s, raggiunta la quale la stella arriverebbe a frantumarsi; il Sole, di contro, compie una rotazione completa ogni 25 – 35 giorni, con una velocità angolare all'equatore di 1,994 km/s. Il campo magnetico e il vento della stella svolgono un'azione frenante sulla sua rotazione man mano che essa si evolve lungo la sequenza principale, arrivando a rallentarla, lungo questo arco di tempo, anche in maniera significativa. La stella più sferica nota, Kepler 11145123, con appena 3 km di differenza tra diametro polare ed equatoriale ha un periodo di rotazione di circa 27 giorni.
Le stelle degeneri hanno una massa elevata ed estremamente densa; ciò comporta una velocità di rotazione elevata, ma non sufficiente a raggiungere la velocità in grado di favorire la conservazione del momento angolare, cioè la tendenza di un corpo in rotazione a compensare una contrazione nelle dimensioni con una crescita nella velocità di rotazione. La perdita di gran parte del momento angolare da parte della stella è il risultato della perdita di massa attraverso il vento stellare. Fanno eccezione le stelle di neutroni, che, manifestandosi come sorgenti radio pulsanti (pulsar), possono avere delle velocità di rotazione elevatissime; la pulsar del Granchio (posta all'interno della Nebulosa del Granchio), ad esempio, ruota 30 volte al secondo. La velocità di rotazione di una pulsar è però destinata a diminuire nel corso del tempo, a causa della continua emissione di radiazioni.

### Temperatura

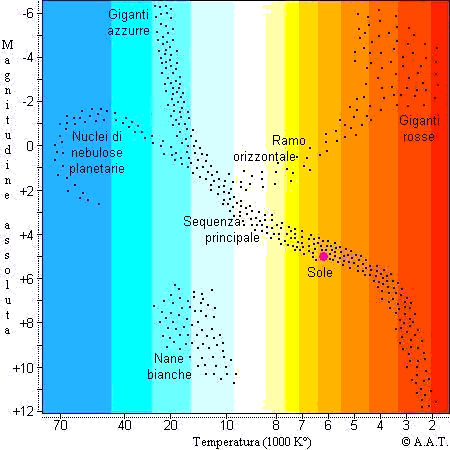
Diagramma H-R in cui è evidente la temperatura di ciascuna classe spettrale

La temperatura superficiale di una stella di sequenza principale è determinata dalla quantità di energia che viene prodotta nel nucleo e dal raggio del corpo celeste. Un valido strumento per la sua misurazione è l'indice di colore, che è normalmente associato alla temperatura effettiva, vale a dire la temperatura di un corpo nero ideale che irradia la propria energia con una luminosità per area superficiale simile a quella della stella presa in considerazione. La temperatura effettiva è però solamente un valore rappresentativo: le stelle possiedono un gradiente di temperatura che diminuisce all'aumentare della distanza dal nucleo, la cui temperatura raggiunge valori di decine di milioni (talvolta persino miliardi) di kelvin (K).
La temperatura della stella determina l'entità della ionizzazione dei differenti elementi che la compongono, ed è pertanto misurata a partire dalle caratteristiche linee di assorbimento dello spettro stellare. Temperatura superficiale e magnitudine assoluta sono utilizzate nella classificazione stellare.
Le stelle più massicce hanno temperature superficiali molto elevate, che possono arrivare fino a 50 000 K, mentre le stelle meno massicce, come il Sole, hanno temperature nettamente inferiori, che non superano qualche migliaio di Kelvin. Le giganti rosse hanno temperatura superficiale molto bassa, di circa 3 600-2 800 K, ma appaiono molto luminose poiché la loro superficie radiante possiede un'area estremamente vasta.

## Meccanismi delle reazioni nucleari

Schema della catena protone-protone

Schema del ciclo CNO

Una grande varietà di reazioni nucleari ha luogo all'interno dei nuclei stellari e, in base alla massa e alla composizione chimica dell'astro, dà origine a nuovi elementi secondo un processo generalmente noto come nucleosintesi stellare. Durante la sequenza principale le reazioni prevalenti sono quelle di fusione dell'idrogeno, in cui quattro nuclei di idrogeno (ciascuno costituito da un solo protone) si fondono per formare un nucleo di elio (due protoni e due neutroni). La massa netta dei nuclei di elio è però minore della massa totale dei nuclei di idrogeno iniziali, e la conseguente variazione dell'energia di legame nucleare produce un rilascio di energia quantificabile per mezzo dell'equazione massa-energia di Albert Einstein, E = mc².
Il processo di fusione dell'idrogeno è sensibile alla temperatura, perciò anche il minimo sbalzo termico si riflette sulla velocità a cui avvengono le reazioni. Di conseguenza la temperatura dei nuclei delle stelle di sequenza principale ha dei valori, variabili da stella a stella, che vanno da un minimo di 4 milioni di K (nelle nane rosse) a un massimo di 40 milioni di K (stelle massicce di classe O).
Nel Sole, il cui nucleo raggiunge i 10-15 milioni di K, l'idrogeno è fuso secondo un ciclo di reazioni noto come catena protone-protone:
4 1H → 2 2H + 2 e+ + 2 νe (4,0 MeV + 1,0 MeV)
2 1H + 2 2H → 2 3He + 2 γ (5,5 MeV)
2 3He → 4He + 2 1H (12,9 MeV)
Le precedenti reazioni possono essere riassunte nella formula:
4 1H → 4He + 2 e+ + 2 νe + 2 γ (26,7 MeV)
dove e+ è un positrone, γ è un fotone nella frequenza dei raggi gamma, νe è un neutrino elettronico, H e He sono rispettivamente gli isotopi dell'idrogeno e dell'elio. L'energia rilasciata da queste reazioni è espressa in milioni di elettronvolt, ed è solo una minima parte dell'energia complessivamente liberata. La concomitanza di un gran numero di queste reazioni, che avvengono continuamente e senza sosta sino all'esaurimento dell'idrogeno, genera l'energia necessaria per sostenere la fuoriuscita delle radiazioni prodotte.

| Elemento | Masse solari |
| -------- | ------------ |
| Idrogeno | 0,01         |
| Elio     | 0,4          |
| Carbonio | 4            |
| Neon     | 8            |

Nelle stelle più massicce, la fusione non è effettuata tramite la catena protone-protone, ma tramite il ciclo del carbonio-azoto-ossigeno (ciclo CNO), un processo più "efficiente", ma altamente sensibile alla temperatura, che richiede almeno 40 milioni di K per poter avvenire. Le singole reazioni che costituiscono il ciclo sono le seguenti:
12C + 1H → 13N + γ + 1,95 MeV
13N → 13C + e+ + νe + 1,37 MeV
13C + 1H → 14N + γ + 7,54 MeV
14N + 1H → 15O + γ + 7,35 MeV
15O → 15N + e+ + νe + 1,86 MeV
15N + 1H → 12C + 4He + 4,96 MeV
I nuclei di elio delle stelle più evolute, che abbiano masse comprese tra 0,5 e 10 masse solari, hanno temperature prossime ai 100 milioni di K, tali da permettere di convertire questo elemento in carbonio per mezzo del processo tre alfa, un processo nucleare che si serve come elemento intermediario del berillio:
4He + 4He + 92 keV → 8*Be
4He + 8*Be + 67 keV → 12*C
12*C → 12C + γ + 7,4 MeV
La reazione complessiva è:
3 4He → 12C + γ + 7,2 MeV
Le stelle più massicce sono in grado di fondere anche gli elementi più pesanti, in un nucleo in progressiva contrazione, tramite i diversi processi nucleosintetici, specifici per ciascun elemento: il carbonio, il neon e l'ossigeno. La fase finale della nucleosintesi di una stella massiccia è la fusione del silicio, che comporta la sintesi dell'isotopo stabile ferro-56; la fusione del ferro è un processo endotermico, che non può più andare avanti se non acquisendo energia: di conseguenza, le reazioni nucleari si arrestano e il collasso gravitazionale non è più contrastato dalla pressione di radiazione; la stella, come già visto, esplode ora in supernova.
La tabella sottostante riporta il tempo che una stella di massa 20 volte quella solare impiega per fondere il proprio combustibile nucleare. Si tratta di una stella di classe O, con un raggio 8 volte quello del Sole e una luminosità 62 000 volte quella della nostra stella.
| Combustibile nucleare | Temperatura (in milioni di K) | Densità (kg/cm³) | Durata della fusione (τ in anni) |
| --------------------- | ----------------------------- | ---------------- | -------------------------------- |
| H                     | 37                            | 0,0045           | 8,1 milioni                      |
| He                    | 188                           | 0,97             | 1,2 milioni                      |
| C                     | 870                           | 170              | 976                              |
| Ne                    | 1 570                         | 3 100            | 0,6                              |
| O                     | 1 980                         | 5 550            | 1,25                             |
| S/Si                  | 3 340                         | 33 400           | 0,0315                           |

## Radiazione stellare

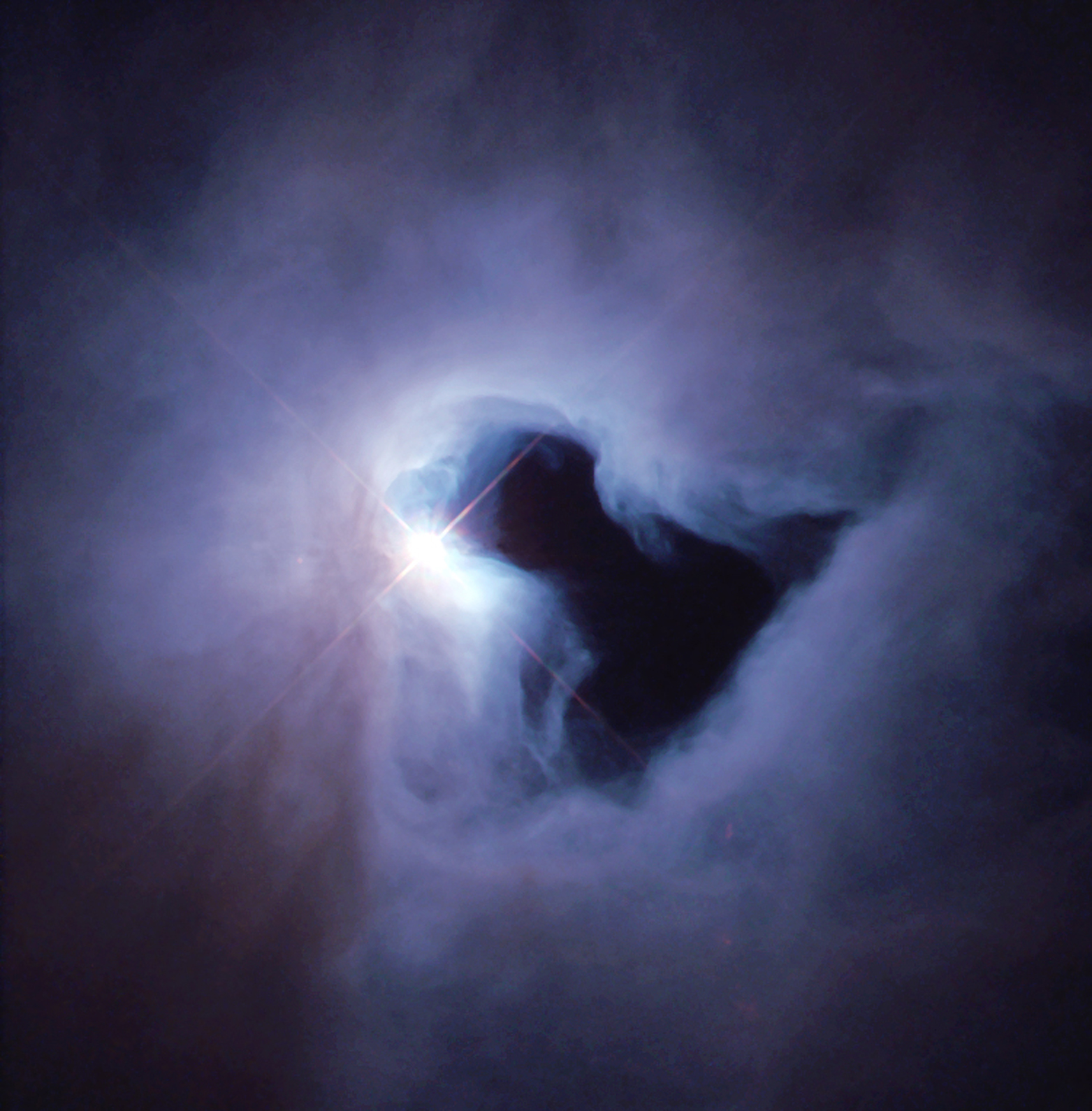
La nebulosa a riflessione NGC 1999 è irradiata dalla variabile V380 Orionis (al centro), stella di 3,5 M_{☉}

L'energia prodotta tramite le reazioni nucleari viene irradiata nello spazio sotto forma di onde elettromagnetiche e particelle; queste ultime vanno a costituire il vento stellare, costituito da particelle sia provenienti dagli strati esterni della stella, come protoni liberi, particelle alfa, beta e ioni di diverso tipo, sia dall'interno stellare, come i neutrini.
La produzione di energia nel nucleo stellare è il motivo per il quale le stelle appaiono così brillanti: in ogni momento due o più nuclei atomici vengono fusi assieme a formarne uno più pesante, mentre viene liberata una grande quantità di energia tramite radiazioni gamma. Durante l'attraversamento degli strati più esterni la radiazione gamma perde gradualmente energia trasformandosi in altre forme meno energetiche di radiazione elettromagnetica, tra cui la luce visibile.
Oltre che alle lunghezze d'onda del visibile, una stella emette radiazioni anche alle altre lunghezze dello spettro elettromagnetico invisibili all'occhio umano, dai raggi gamma alle onde radio, passando per i raggi X, l'ultravioletto, l'infrarosso e le microonde.
Nota la distanza esatta di una stella dal Sistema solare, ad esempio tramite il metodo della parallasse, è possibile ricavare la luminosità della stella.

### Luminosità

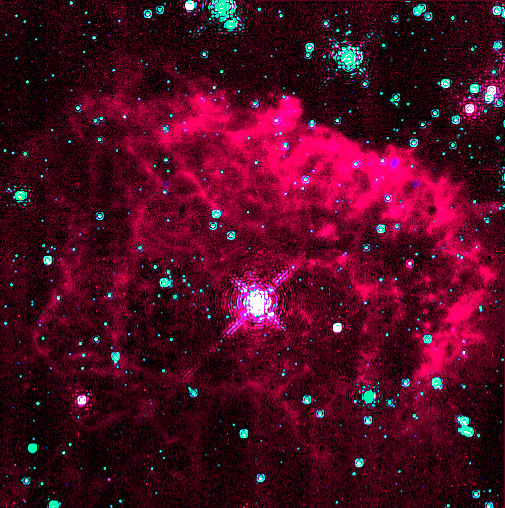
La Stella Pistola (in quest'immagine di HST con la Nebulosa Pistola) è una delle stelle più luminose conosciute: infatti irradia nell'arco di 20 secondi la stessa energia che il Sole irradierebbe in un anno

In astronomia la luminosità è definita come la quantità di luce e di altre forme di energia radiante emessa da una stella per unità di tempo; essa dipende strettamente dal raggio e dalla temperatura superficiale della stella. Approssimando la stella a un corpo nero ideale, la luminosità ({\displaystyle L}) è direttamente proporzionale al raggio ({\displaystyle R}) e alla temperatura effettiva ({\displaystyle T_{eff}}); tali parametri, messi in relazione tra loro, danno l'equazione:
{\displaystyle L=4\pi R^{2}\sigma T_{eff}^{4}}
dove {\displaystyle 4\pi R^{2}} indica la superficie della stella (approssimata a una sfera) e {\displaystyle \sigma } la costante di Stefan-Boltzmann.
Sono molte, tuttavia, le stelle che non emanano un flusso energetico (vale a dire la quantità di energia irradiata per unità di superficie) uniforme attraverso la propria superficie; ad esempio Vega, che ruota molto velocemente sul proprio asse, emette un flusso maggiore ai poli che non all'equatore.
Le macchie stellari sono zone della fotosfera che appaiono poco luminose per via della temperatura inferiore al resto della superficie. Le stelle più grandi, le giganti, possiedono macchie molto vaste e pronunciate e mostrano un importante oscuramento al bordo, vale a dire la luminosità diminuisce man mano che si procede verso il bordo del disco stellare; le stelle più piccole invece, le nane come il Sole, hanno in genere poche macchie, tutte di piccole dimensioni; fanno eccezione le nane rosse a brillamento del tipo UV Ceti, che possiedono delle macchie molto vaste.

#### Magnitudine
La luminosità di una stella è misurata tramite la magnitudine, distinta in apparente e assoluta. La magnitudine apparente misura la luminosità della stella percepita dall'osservatore; essa dipende dunque dalla luminosità reale della stella, dalla sua distanza dalla Terra e dalle alterazioni provocate dall'atmosfera terrestre (seeing). La magnitudine assoluta o intrinseca è la magnitudine apparente che la stella avrebbe se si trovasse alla distanza di 10 parsec (32,6 anni luce) dalla Terra, ed è strettamente correlata alla luminosità reale della stella.
| Magnitudine apparente | Numero di stelle |
| --------------------- | ---------------- |
| 0                     | 4                |
| 1                     | 15               |
| 2                     | 48               |
| 3                     | 171              |
| 4                     | 513              |
| 5                     | 1 602            |
| 6                     | 4 800            |
| 7                     | 14 000           |

Entrambe le scale di magnitudine hanno un andamento logaritmico: una variazione di magnitudine di 1 unità equivale a una variazione di luminosità di 2,5 volte, il che significa che una stella di prima magnitudine (+1,00) è circa 2,5 volte più brillante di una di seconda magnitudine (+2,00) e, quindi, circa 100 volte più brillante di una di sesta magnitudine (+6,00), che è la magnitudine limite sino alla quale l'occhio umano riesce a distinguere gli oggetti celesti.
In entrambe le scale, quanto più piccolo è il numero della magnitudine, tanto più luminosa risulta essere la stella e viceversa; di conseguenza, le stelle più brillanti arrivano ad avere dei valori di magnitudine negativi. La differenza di luminosità tra due stelle è calcolata sottraendo la magnitudine della stella più brillante ({\displaystyle m_{b}}) alla magnitudine della stella meno brillante (mf) e utilizzando il risultato come esponente del numero 2,512; cioè:
{\displaystyle \Delta {m}=m_{f}-m_{b}}
{\displaystyle 2,512^{\Delta {m}}=\Delta {L}} (Differenza di luminosità)
La magnitudine apparente (m) e assoluta (M) di ciascuna stella non coincidono quasi mai, a causa sia della sua luminosità effettiva sia della sua distanza dalla Terra; ad esempio Sirio, la stella più brillante del cielo notturno, ha una magnitudine apparente di −1,44 ma una magnitudine assoluta di +1,41, e possiede una luminosità circa 23 volte quella del Sole. La nostra stella ha una magnitudine apparente di −26,7, ma la sua magnitudine assoluta è di appena +4,83; Canopo, la seconda stella più brillante del cielo notturno, ha invece una magnitudine assoluta di −5,53 ed è quasi 14 000 volte più luminosa del Sole. Nonostante Canopo sia enormemente più luminosa di Sirio, è quest'ultima ad apparire più brillante poiché è nettamente più vicina: dista infatti 8,6 anni luce dalla Terra, mentre Canopo è situata a 310 anni luce di distanza dal nostro pianeta.
La stella con la magnitudine assoluta più bassa rilevata è LBV 1806-20, con un valore di −14,2; la stella sembra essere almeno 5 000 000 di volte più luminosa del Sole. Le stelle meno luminose conosciute si trovano nell'ammasso globulare NGC 6397: le più deboli si aggirano sulla 26ª magnitudine, ma alcune arrivano persino alla 28ª. Per avere un'idea della piccola luminosità di queste stelle, sarebbe come tentare di osservare dalla Terra la luce di una candelina da torta situata sulla Luna.

## Stelle variabili

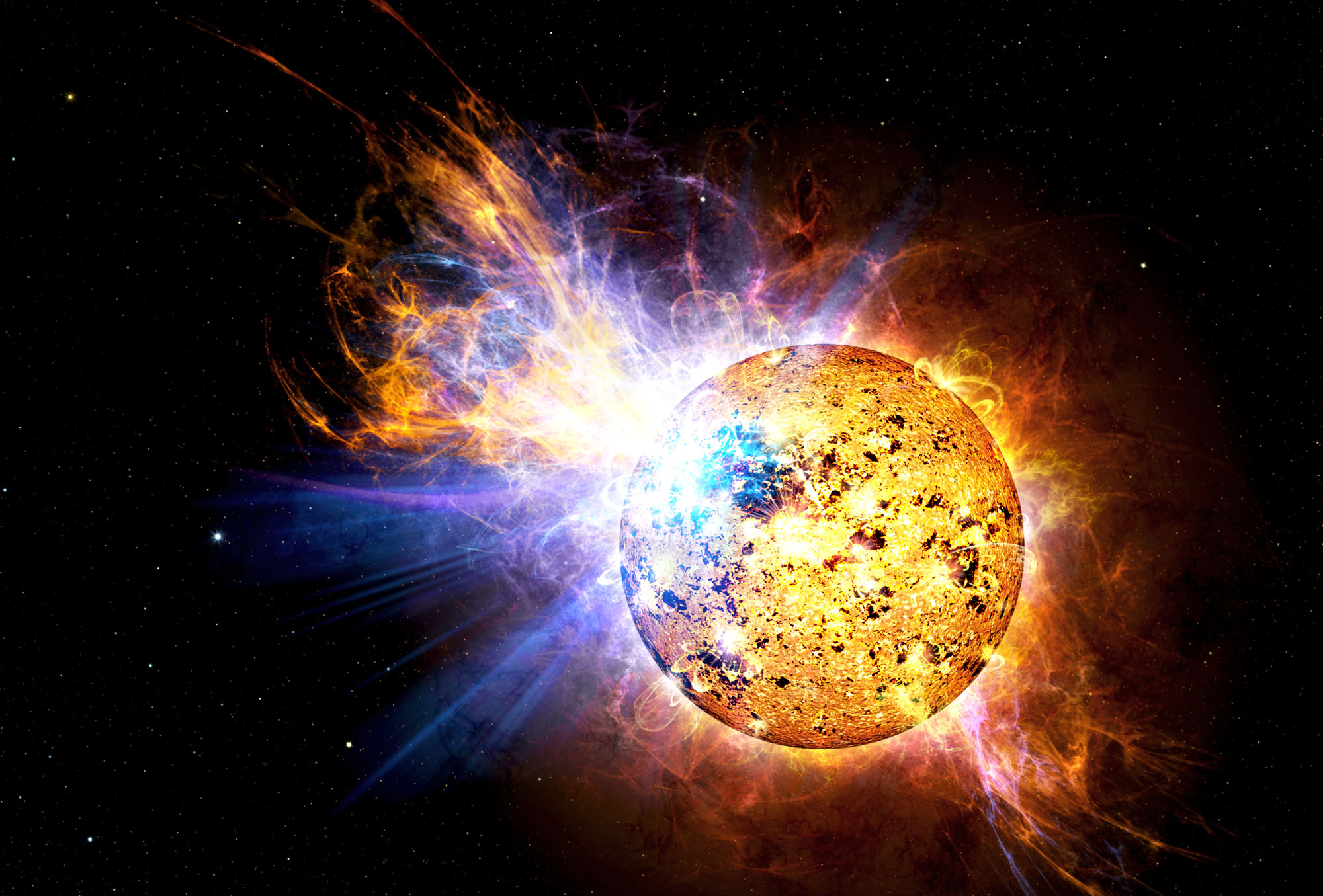
Rappresentazione grafica della variabile eruttiva EV Lacertae

Alcune stelle mostrano delle variazioni periodiche o improvvise nella luminosità, causate da fattori intrinseci o estrinseci. Le cosiddette variabili intrinseche possono essere suddivise in tre categorie principali:
- Variabili pulsanti. Durante la loro evoluzione, alcune stelle passano attraverso delle fasi di instabilità durante le quali vanno incontro a pulsazioni regolari. Le variabili pulsanti variano oltre che nella luminosità anche nelle dimensioni, espandendosi e contraendosi in un arco di tempo che varia da alcuni minuti sino ad alcuni anni, a seconda delle dimensioni della stella. In questa categoria rientrano le Cefeidi, usate come candele standard per misurare le distanze intergalattiche,[139] e altre variabili simili a breve periodo (RR Lyrae ecc.), come anche le variabili a lungo periodo, come quelle del tipo Mira.[138]
- Variabili eruttive. Questa classe di variabili è costituita da stelle che manifestano improvvisi aumenti nella luminosità causati da flare o altri fenomeni eruttivi o esplosivi di lieve entità causati dal campo magnetico, come le espulsioni di massa e via dicendo.[138] A questa categoria appartengono le protostelle, le stelle di Wolf-Rayet e le stelle a brillamento, alcune giganti e supergiganti rosse e blu.

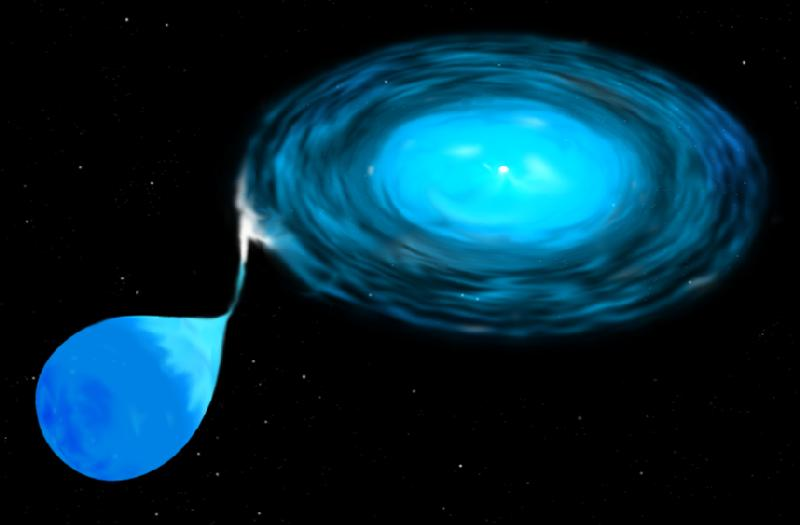
Rappresentazione grafica della formazione di una variabile cataclismica

- Variabili cataclismiche o esplosive. Le variabili cataclismiche, come dice il nome stesso, sono soggette a degli eventi cataclismatici che ne sconvolgono le proprietà originarie; questa classe comprende le novae e le supernovae. Un sistema binario che sia costituito da una gigante rossa e da una nana bianca, posta molto vicino alla primaria, può dar luogo ad alcuni di questi eventi tanto spettacolari quanto distruttivi, come le novae e le supernovae di tipo Ia.[5] La supernova di tipo Ia si innesca quando la nana bianca, assumendo sempre più idrogeno, raggiunge e supera la massa limite di Chandrasekhar. Rappresentazione grafica della formazione di una variabile cataclismica A questo punto la nana inizia a collassare in una stella di neutroni o in un buco nero, mentre l'energia potenziale gravitazionale del collasso e la condizione di alta densità derivante dallo stato degenere della materia della stella innescano una rapida fusione nucleare degli atomi di carbonio e ossigeno rimanenti in un processo a feed-back positivo, regolato principalmente dalla temperatura del plasma coinvolto.[140] L'improvviso rilascio di energia produce una potentissima onda d'urto che accelera i prodotti di fusione oltre la velocità di fuga della stella, la quale viene così fatta a pezzi.[140] Le supernovae di tipo Ia hanno tutte una luminosità simile; perciò gli astronomi le utilizzano come candele standard per determinare le distanze extragalattiche.[140] Il meccanismo di formazione di una nova è piuttosto simile, ma l'esplosione avviene prima che la nana raggiunga la massa di Chandrasekhar.[141] La fusione produce quindi abbastanza energia per aumentare drasticamente la luminosità della stella, ma questa sopravvive all'evento. Alcune novae sono ricorrenti, cioè vanno incontro a periodiche esplosioni di moderata intensità.[138]

Le stelle possono anche variare la propria luminosità per fattori estrinseci; in questo caso prendono il nome di variabili estrinseche. Appartengono a questa classe le binarie a eclisse e le stelle che, ruotando, mostrano periodicamente delle macchie che ricoprono una vasta area della loro superficie. Un esempio lampante di binaria a eclisse è Algol, che varia regolarmente la propria magnitudine da 2,3 a oltre 3,5 in 2,87 giorni.

## Popolazione stellare dell'Universo

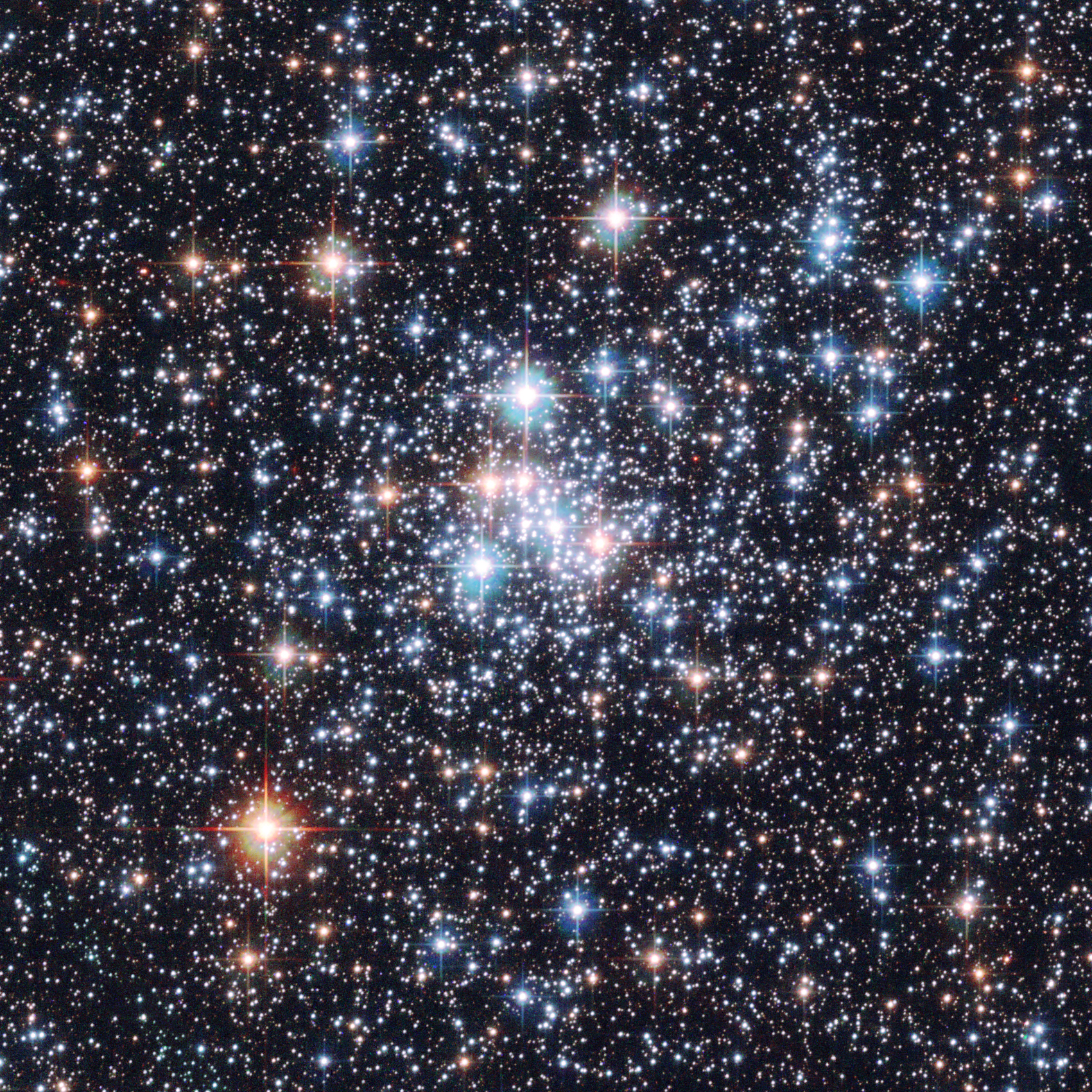
L'ammasso aperto NGC 290

Le stelle si presentano, oltre che singolarmente, anche in sistemi costituiti da due (stelle binarie, il tipo più comune) o più componenti (sistemi multipli) legate tra loro da vincoli gravitazionali. Per motivi connessi alla stabilità orbitale, i sistemi multipli sono spesso organizzati in gruppi gerarchici di binarie coorbitanti. Esistono anche insiemi più vasti, detti ammassi stellari, che vanno dalle poche decine o centinaia di stelle delle piccole associazioni, fino alle migliaia di astri dei più imponenti ammassi aperti e globulari; questi ultimi arrivano a contenere persino decine di milioni di stelle, come nel caso di Omega Centauri.
È attualmente accertato che la gran parte delle stelle della nostra galassia, prevalentemente nane rosse (che costituiscono l'85% del totale), non facciano parte di alcun sistema stellare; si calcola che il 25% di questa categoria sia legato ad altre stelle in un sistema. Tuttavia, è statisticamente dimostrato che, man mano che aumentano le masse delle stelle, esse tendono a raggrupparsi in associazioni: ciò si riscontra in modo particolare nelle stelle massicce di classe O e B, che vanno a costituire le cosiddette associazioni OB.
Le stelle non sono distribuite uniformemente nell'Universo, ma sono normalmente raggruppate in galassie assieme a una certa quantità di gas e polveri interstellari. Recentemente sono state scoperte dal telescopio spaziale Hubble alcune stelle nello spazio intergalattico: si tratta delle cosiddette stelle iperveloci, la cui velocità orbitale è così elevata da consentire loro di vincere l'attrazione gravitazionale della galassia e fuggire nello spazio intergalattico.
Una galassia di medie dimensioni contiene centinaia di miliardi di stelle; tenendo conto che esistono più di 100 miliardi di galassie nell'Universo osservabile, gli astronomi ritengono che le stelle dell'Universo sarebbero nel complesso almeno 70 000 miliardi di miliardi (7×1022), un numero 230 miliardi di volte superiore a quello delle stelle contenute nella Via Lattea (stimato in circa 300 miliardi).
La stella più vicina alla Terra, a parte il Sole, è la nana rossa Proxima Centauri (parte del sistema di Alfa Centauri), che si trova a 39,9 bilioni (1012) di chilometri (4,2 anni luce) dalla Terra; per avere l'idea di una simile distanza, se si intraprendesse un viaggio interstellare verso Proxima alla velocità orbitale dello Space Shuttle (circa 30 000 km/h), si giungerebbe a destinazione dopo almeno 150 000 anni. Simili distanze sono tipiche dell'interno del piano galattico, ma la densità stellare non è costante: infatti tende a essere maggiore negli ammassi globulari e nei nuclei galattici, mentre diminuisce nell'alone galattico.
Per via delle distanze relativamente elevate che intercorrono tra le stelle al di fuori delle regioni dense, le collisioni stellari sono molto rare. Tuttavia, quando si verifica questo particolare avvenimento, ha origine un particolare tipo di stelle, denominato vagabonda blu, caratterizzato da una temperatura superficiale superiore a quella delle altre stelle di sequenza principale della regione (donde il colore spesso blu-azzurro, da cui deriva il nome).

## Pianeti e sistemi planetari

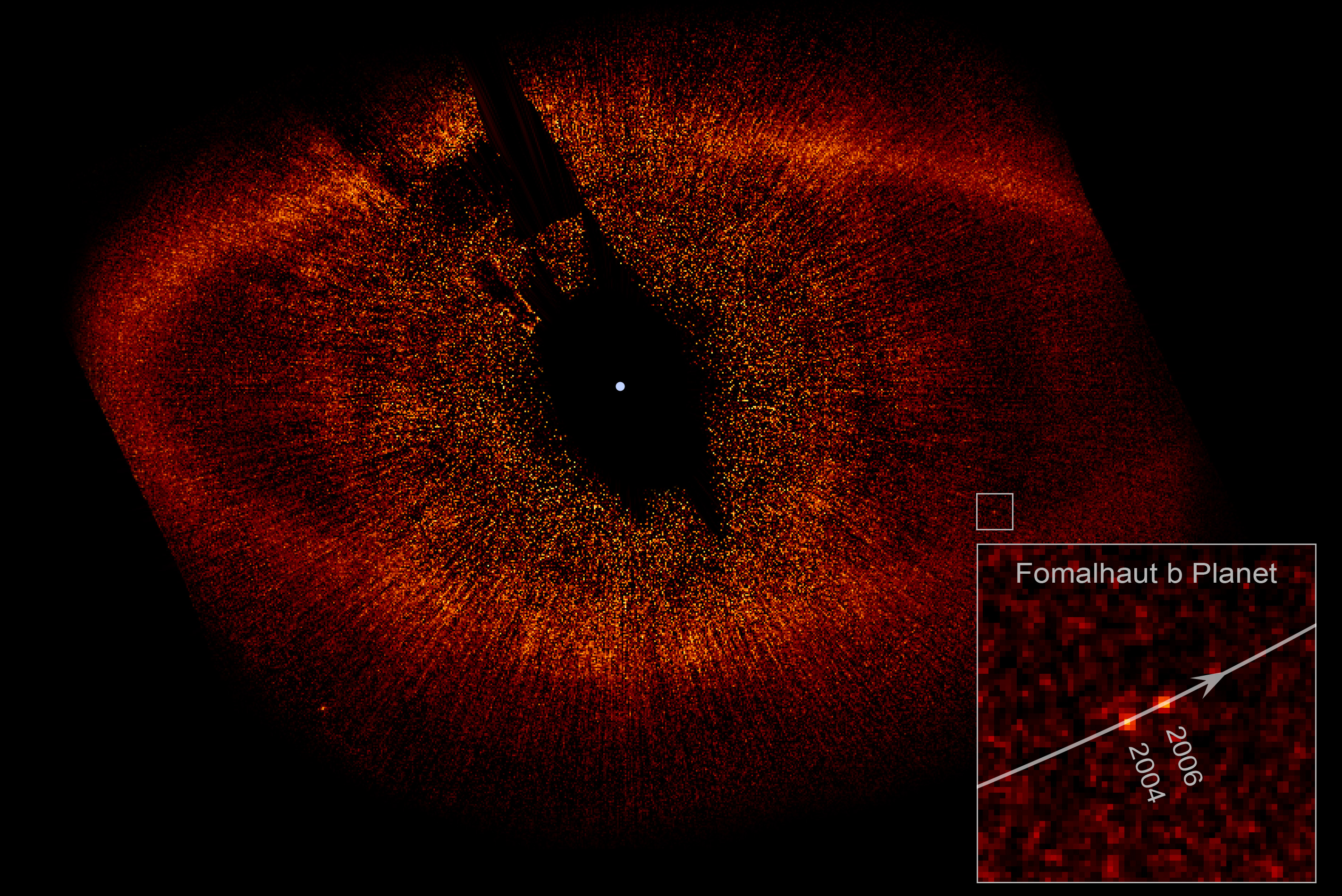
Immagine ripresa dal telescopio spaziale Hubble che mostra la cintura asteroidale e il pianeta che orbita attorno a Fomalhaut (α Piscis Austrini)

La presenza di pianeti e sistemi organizzati in orbita attorno a stelle è un'evenienza piuttosto frequente nell'universo. Il Sole stesso possiede un articolato sistema di pianeti, il sistema solare, costituito dalla varietà di oggetti mantenuti in orbita dalla gravità della stella, tra cui gli otto pianeti e i cinque pianeti nani, i rispettivi satelliti e miliardi di corpi minori.
La presenza di pianeti al di fuori del sistema solare è stata per lungo tempo oggetto di congetture, fino al 1992, quando furono scoperti due pianeti rocciosi intorno alla pulsar PSR B1257+12; si trattava dei primi pianeti extrasolari a essere scoperti intorno a una pulsar, il che suscitò un grande interesse nella comunità scientifica in quanto si supponeva che solamente le stelle di sequenza principale potessero avere pianeti. Il primo esopianeta orbitante attorno a una stella di sequenza principale, 51 Pegasi b, fu scoperto nel 1995; Negli anni successivi le scoperte si sono moltiplicate; a ottobre 2011 si contano quasi 700 pianeti scoperti al di fuori del sistema solare, la maggior parte dei quali hanno masse pari o superiori a quella di Giove. Il motivo di questa apparente difformità nella distribuzione di masse osservata è dato da un classico effetto di selezione, in virtù del quale i nostri strumenti sono capaci di vedere solo pianeti molto grandi e prossimi alla rispettiva stella madre, perché i loro effetti gravitazionali sono maggiori e più agevoli da individuare.

## Nella cultura

### Etimologia
Il termine "stella" è stato oggetto di numerose etimologie e interpretazioni da parte dei linguisti. Sino agli inizi del XX secolo due erano le etimologie prevalenti: la prima, proposta dal tedesco Adalbert Kuhn, sosteneva che "stella" derivasse dal latino stella (originariamente sterla), forma sincopata di sterula, che a sua volta deriverebbe dall'ittita shittar e dal sanscrito सितारा (sitara), la cui radice sit- è comune col verbo che significa spargere; secondo quest'etimologia "stella" significherebbe sparsa (per il firmamento). Altri studiosi a lui contemporanei ritenevano che il termine derivasse invece da un arcaico astella, a sua volta derivato dal greco ἀστήρ (astér, in latino astrum), che mantiene la radice indoeuropea as-, di accezione balistica; secondo questa seconda etimologia "stella" significherebbe che scaglia (raggi di luce).
Attualmente i linguisti propendono per due alternative etimologie. La prima tende a far derivare il termine da una radice protoindoeuropea, *h₂stḗr, da una radice *h₂Hs- che significherebbe ardere, bruciare; in alternativa, il termine deriverebbe da una parola sumera o babilonese, riconoscibile anche nel nome della dea Ištar, con cui si indicava il pianeta Venere.

### Letteratura, filosofia e musica
(Epitaffio sulla tomba di Immanuel Kant dalla Critica della ragion pratica, 1788)

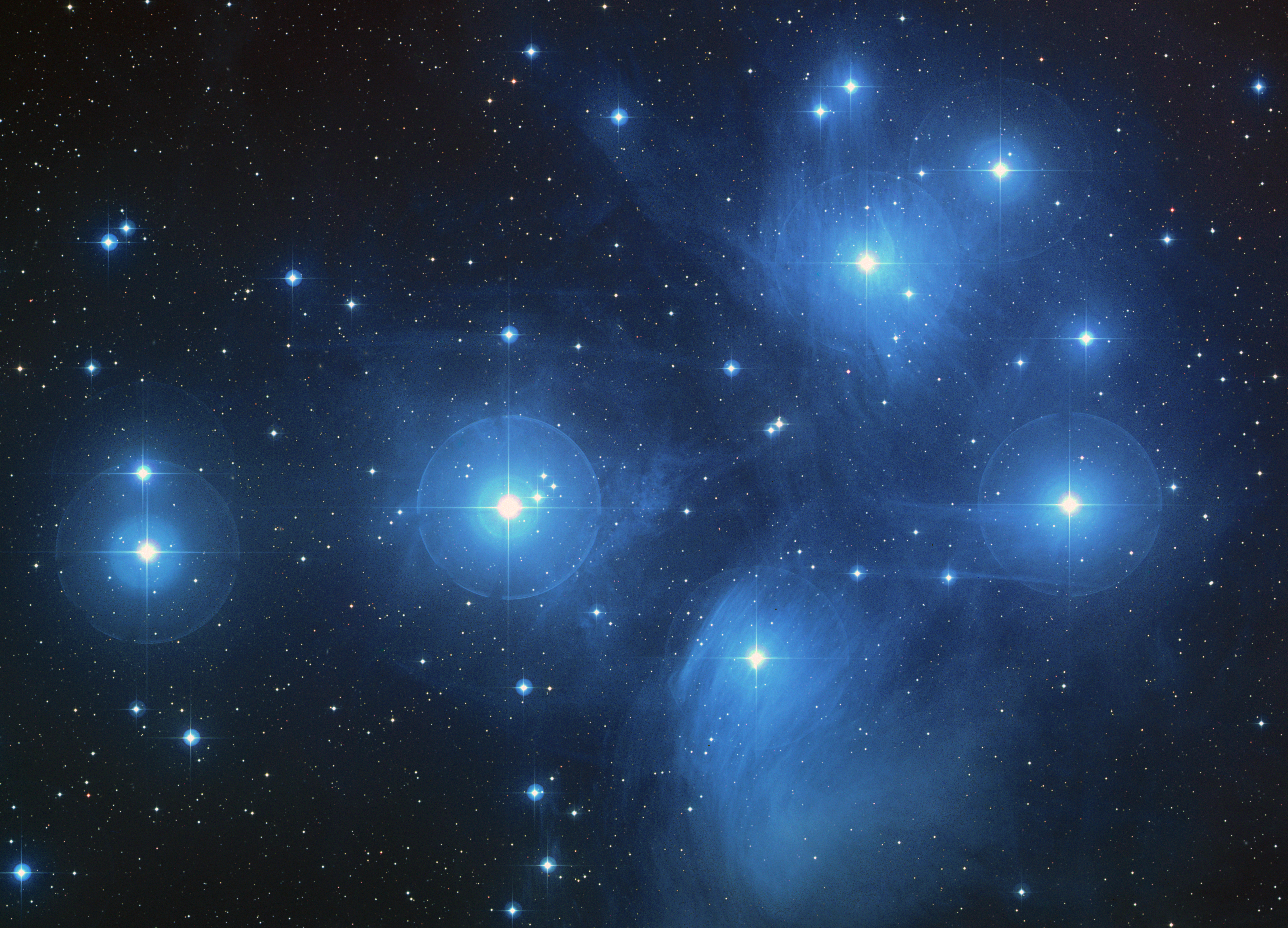
L'ammasso aperto delle Pleiadi (M45), nella costellazione del Toro

Nell'avvicendarsi delle epoche storiche furono molti i filosofi, i poeti, gli scrittori e persino i musicisti a ispirarsi al cielo stellato; in diversi casi, essi stessi si sono interessati in prima persona allo studio dell'astronomia, con riscontri nelle loro opere.
Numerosi sono i riferimenti sulle stelle fatti da importanti letterati dell'antichità greca e romana. Secondo l'astronomo Kenneth Glyn Jones, il primo riferimento conosciuto alle Pleiadi, un famoso ammasso aperto nella costellazione del Toro, è una citazione di Esiodo, risalente circa all'XI secolo a.C. Omero ne fa menzione nell'Odissea, mentre nella Bibbia compaiono addirittura tre riferimenti.

Numerosi intellettuali del periodo scrissero inoltre opere incentrate sull'astronomia; basti pensare ad Arato di Soli, autore dei Fenomeni, al Somnium Scipionis, parte del VI libro del De re publica ciceroniano, o ancora a Marco Manilio e il poema didascalico Astronomica, alle Naturales quaestiones di Seneca, e infine a Claudio Tolomeo e al suo Almagesto, il più completo catalogo stellare dell'antichità.
Durante l'epoca medioevale si classificava l'astronomia come una delle arti del quadrivio, assieme all'aritmetica, alla geometria e alla musica. Dante Alighieri, nella Divina Commedia, ha trattato diversi aspetti del sapere dell'epoca, indugiando particolarmente sulle conoscenze astronomiche del tempo; le tre cantiche del poema inoltre terminano con la parola "stelle": infatti esse, quali sede del Paradiso, sono per Dante il naturale destino dell'uomo e della sua voglia di conoscenza, tramite il suo sforzo a salire a guardare verso l'alto.
Altri importanti letterati, quali Giacomo Leopardi, si occuparono nelle loro opere di argomenti inerenti ad aspetti astronomici; il poeta di Recanati è autore nei suoi componimenti di un gran numero di riferimenti astronomici, come ad esempio in Canto notturno di un pastore errante dell'Asia o in Le ricordanze; inoltre scrisse, durante la sua gioventù, un poco noto trattato intitolato Storia dell'astronomia. Celebre l'aforisma di Emerson: "Aggancia il tuo carro a una stella". Riferimenti astronomici sono presenti anche in diverse liriche del Pascoli (come in Gelsomino notturno), in Giuseppe Ungaretti (che compose una poesia intitolata Stella) e nel romanzo Il piccolo principe di Antoine de Saint-Exupéry.

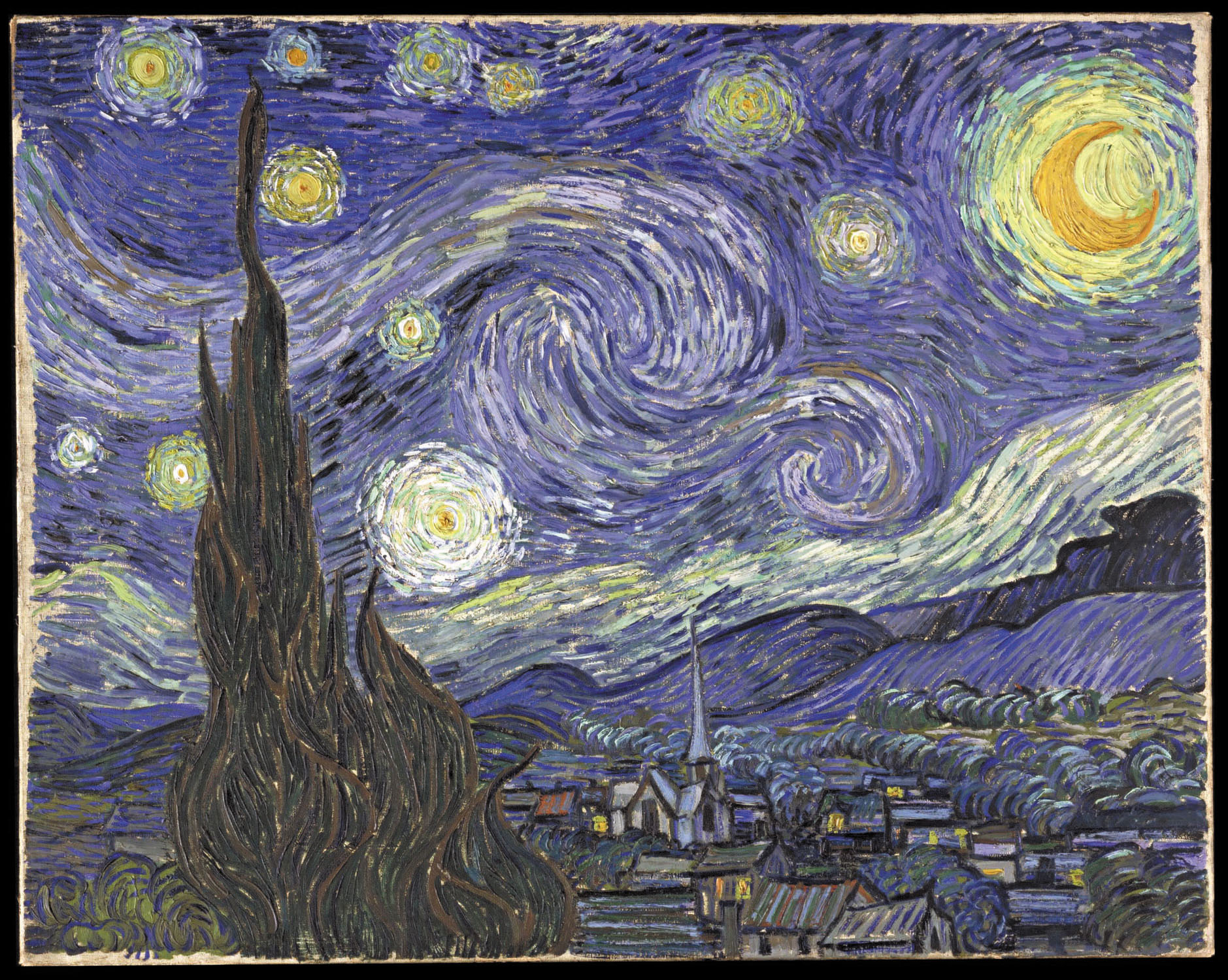
Vincent van Gogh, Notte stellata.
o/t, 73x92 cm, 1889, Museum of Modern Art, New York.

Nell'epoca romantica la musica, come del resto le altre arti, poneva il suo fondamento su tutti gli episodi in grado di scatenare nell'animo umano quelle forti sensazioni che prendono il nome di "sublime"; in particolare la vista del cielo stellato influì sulla creazione dei cosiddetti Notturni, i più importanti dei quali furono composti dal polacco Fryderyk Chopin (che ne scrisse 21). Diversi altri riferimenti astronomici sono presenti nelle opere per pianoforte e nella sesta sinfonia di Beethoven. Il genere del Notturno non si esaurì con il Romanticismo, ma proseguì nell'età postromantica; il riferimento importante è dato dai due Notturni nella settima sinfonia di Gustav Mahler e nelle atmosfere notturne ricorrenti nei poemi di Richard Strauss, in particolare nella Sinfonia delle Alpi.
Nel campo delle arti figurative è sufficiente pensare a Leonardo da Vinci per comprendere le innumerevoli affinità tra scienza e arte e, sebbene Leonardo non si sia interessato di astronomia, nelle sue ricerche riuscì comunque ad abbracciare concetti scientifici inerenti alla natura dell'Universo comparandoli ad altri più "umanistici" sulla natura umana. Altri artisti, quali Albrecht Dürer, Étienne L. Trouvelot, Giacomo Balla, Maurits C. Escher, furono persino spinti ad approfondire gli studi astronomici per rappresentarne i concetti scientifici nelle loro opere. Anche Salvador Dalí restò fortemente influenzato dagli sconvolgimenti teorici arrecati alla fisica primo novecentesca da parte della teoria della relatività di Einstein. Altri ancora, come Giotto, Vincent van Gogh e Joan Miró, subirono il fascino irresistibile della volta celeste e, semplicemente, vollero rappresentare il cielo stellato sulla tela o nelle elaborazioni stilistiche a loro più congeniali.

### Cultura di massa
Da tempo immemore le stelle trovano spazio nella cultura popolare. Sebbene le conoscenze popolari del cielo fossero piuttosto ridotte e commiste con numerose leggende, sia risalenti all'epoca precristiana, ma ancora più spesso legate alla religione cattolica, esse avevano un certo grado di complessità e rappresentavano, per così dire, la continuazione di quel sapere astronomico risalente alla preistoria e profondamente legato alla scansione temporale delle attività lavorative nel corso dell'anno.
Per questo motivo alcuni astri assunsero nomi particolari a causa della loro utilità pratica: il pianeta Venere, ad esempio, considerato una vera e propria stella, era denominato stella bovara perché il suo apparire coincideva con l'inizio della giornata lavorativa dei pastori; Marte (o forse Antares, nella costellazione dello Scorpione) era invece detto la rossa e segnava il termine della mietitura, mentre Sirio era la stella delle messi poiché ricordava, in base al momento e alla posizione in cui appariva, il tempo della semina autunnale o primaverile.

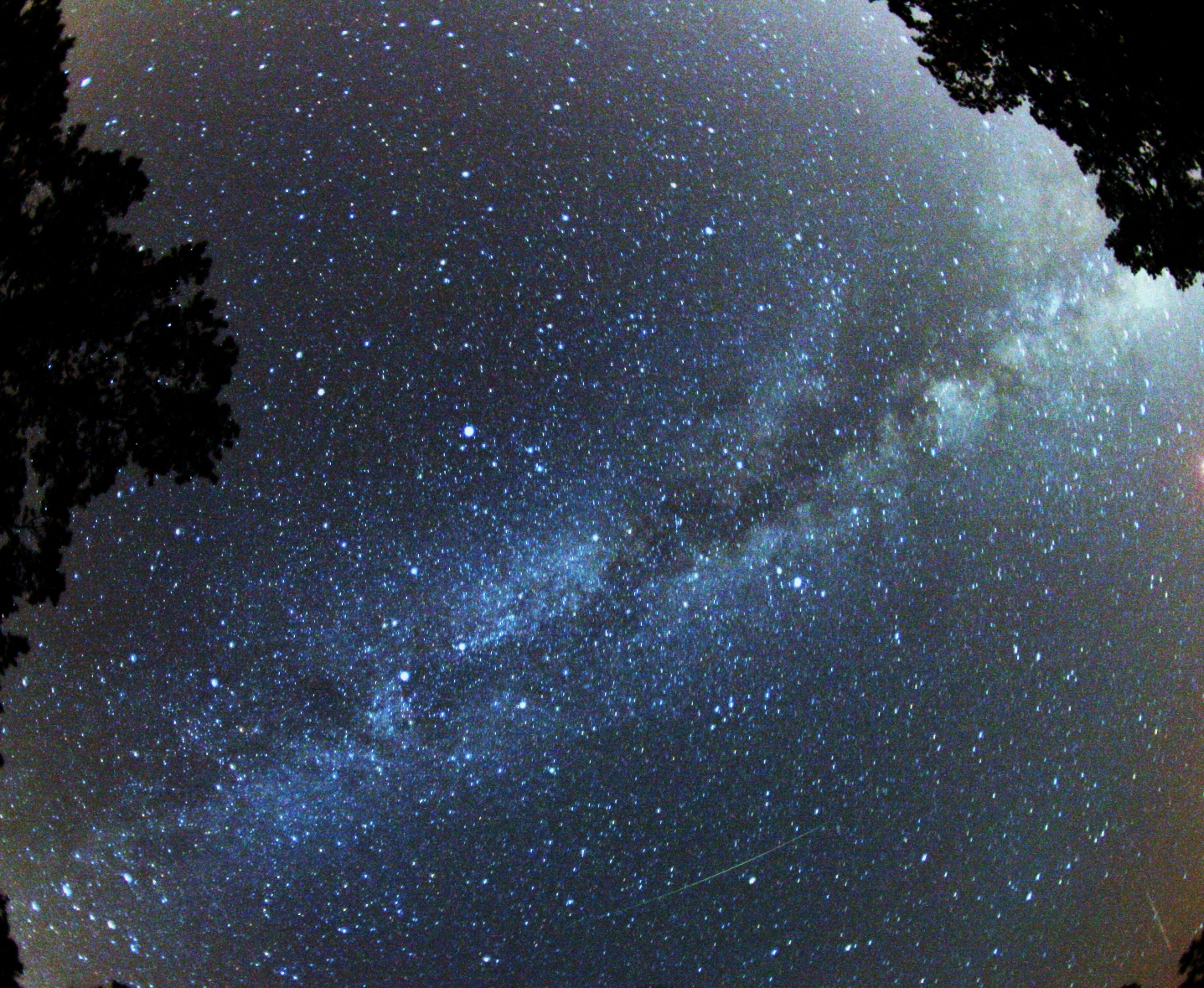
La scia di stelle della Via Lattea. In quest'immagine si distingue l'asterismo del Triangolo Estivo; ben visibile è inoltre la Fenditura del Cigno, una lunga fascia scura che divide la scia chiara della Via Lattea in senso longitudinale. Si notano in basso alcune Perseidi.

Durante la stagione invernale era possibile scorgere con sicurezza, in direzione sud, i Tre Re, Alnilam, Alnitak e Mintaka, ovvero le tre stelle che formano la Cintura di Orione. Altrettanto familiari erano gli asterismi del Piccolo e Grande Carro, i cui corrispettivi termini dialettali sono le traduzioni dall'italiano. La Via Lattea era definita in certi luoghi la Via di San Giacomo, poiché indicava con una certa approssimazione la direzione del santuario di Santiago di Compostela. Assai familiari erano anche le Pleiadi, che, considerate a lungo una costellazione a sé stante, erano chiamate le Sette sorelle, per via del numero delle stelle visibili a occhio nudo, oppure erano associate alla figura della chioccia con i suoi pulcini, ragion per cui sono popolarmente note anche come Gallinelle.
L'apparizione delle comete, considerate vere e proprie stelle, era un avvenimento piuttosto raro, ma quando si verificava era considerato un cattivo presagio, che suscitava sempre apprensioni e angosce. Nella tradizione popolare cristiana, invece, esse hanno assunto una valenza positiva: basti pensare alla Stella di Betlemme, tradizionalmente considerata una cometa, che si ritiene abbia guidato i re magi sino a Betlemme, dove sarebbe nato Gesù. Anche le meteore, popolarmente dette stelle cadenti, rivestivano un ruolo particolare nella cultura popolare: erano infatti considerate un buon auspicio, in particolar modo quelle che comparivano nella notte di San Lorenzo, ovvero le Perseidi.
Al giorno d'oggi, specialmente nei Paesi industrializzati o in via di forte sviluppo, questo stretto contatto fra la cultura popolare e la volta celeste si è perso, soprattutto a causa del sempre più crescente inquinamento luminoso. Nonostante diverse amministrazioni regionali stiano prendendo provvedimenti per cercare di arginare questa forma di inquinamento, oggi è molto difficile osservare le stelle dai centri urbani; pertanto l'unico modo per compiere delle buone osservazioni resta quello di recarsi quanto più lontano possibile dalle luci cittadine, in luoghi dove gli effetti dell'inquinamento luminoso si facciano sentire il meno possibile.

#### Nella fantascienza

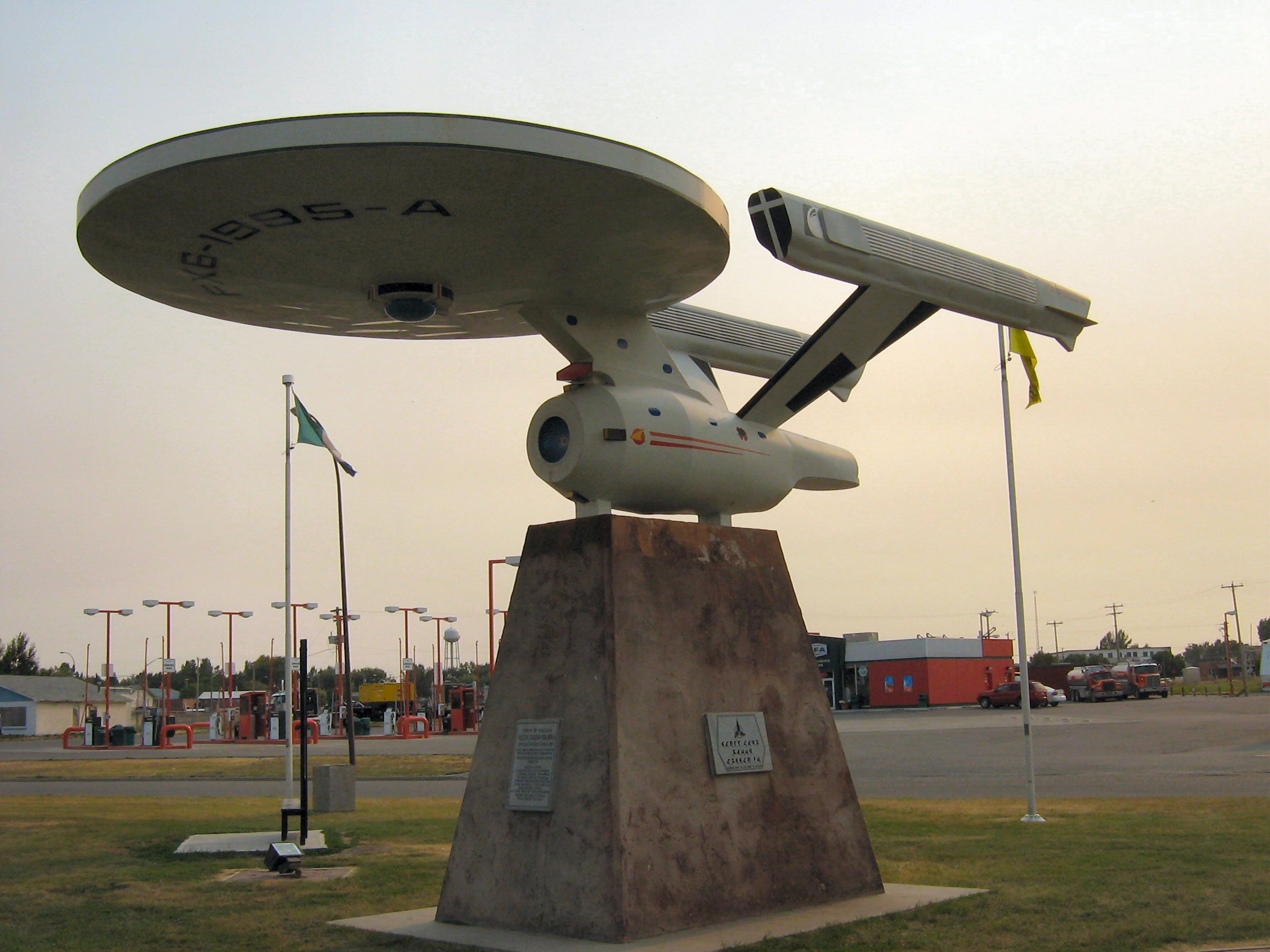
La Vulcan, replica della nave stellare Enterprise, protagonista di numerosi episodi della serie fantascientifica Star Trek

La nascita e lo sviluppo del genere letterario della fantascienza, a partire dai primi anni del XX secolo, ha ridestato nel pubblico l'interesse per le stelle. Alcune delle tematiche principali della narrazione fantascientifica sono infatti l'esplorazione dello spazio, la sua colonizzazione e la realizzazione di viaggi interstellari alla ricerca di mondi abitabili orbitanti intorno a stelle differenti dal Sole. Gli autori iniziarono allora a immaginare delle tecnologie che consentissero di intraprendere viaggi interstellari a velocità superluminali (superiori cioè a quella della luce) e ambientarono le loro storie su immaginari sistemi extrasolari; questa tendenza divenne predominante quando l'esplorazione del sistema solare mostrò l'improbabilità che nel nostro sistema planetario vi fossero delle forme evolute di vita extraterrestre.
Una delle saghe fantascientifiche più note, ambientata nel futuro tra le stelle della nostra Galassia, è Star Trek, in cui l'uomo ha raggiunto un livello tale di tecnologia da poter intraprendere viaggi nello spazio interstellare ed entrare in contatto con civiltà aliene, riunendosi con loro in un corpo amministrativo chiamato Federazione dei Pianeti Uniti.
Sebbene buona parte delle stelle nominate dagli autori fantascientifici siano puramente frutto della loro immaginazione, un discreto numero di scrittori e artisti ha preferito servirsi dei nomi di stelle realmente esistenti e ben note agli astronomi, sia tra le più brillanti del cielo notturno sia tra le più vicine al sistema solare. Alcune di esse tuttavia non sembrano essere, effettivamente, favorevoli allo sviluppo e al sostegno di forme di vita complesse. Stelle molto luminose, come Sirio e Vega, possono contare su una vita di circa un miliardo di anni, un tempo che gli astrobiologi ritengono insufficiente per consentire lo sviluppo di forme di vita complesse. Le giganti rosse sono ugualmente inadatte a supportare la vita, poiché si tratta di stelle che emettono forti venti solari, fortemente instabili e spesso variabili .
Le stelle effettivamente idonee allo sviluppo della vita, come le deboli nane rosse (quando si tratta però di stelle di tipo M attive potrebbero insorgere alcune complicazioni come i forti flare), possiedono però una luminosità così bassa da renderle invisibili a occhio nudo; per tale motivo molte di esse non possiedono spesso specifici nomi propri, che le renderebbero interessanti per gli scrittori di fantascienza.

## Bibliografia

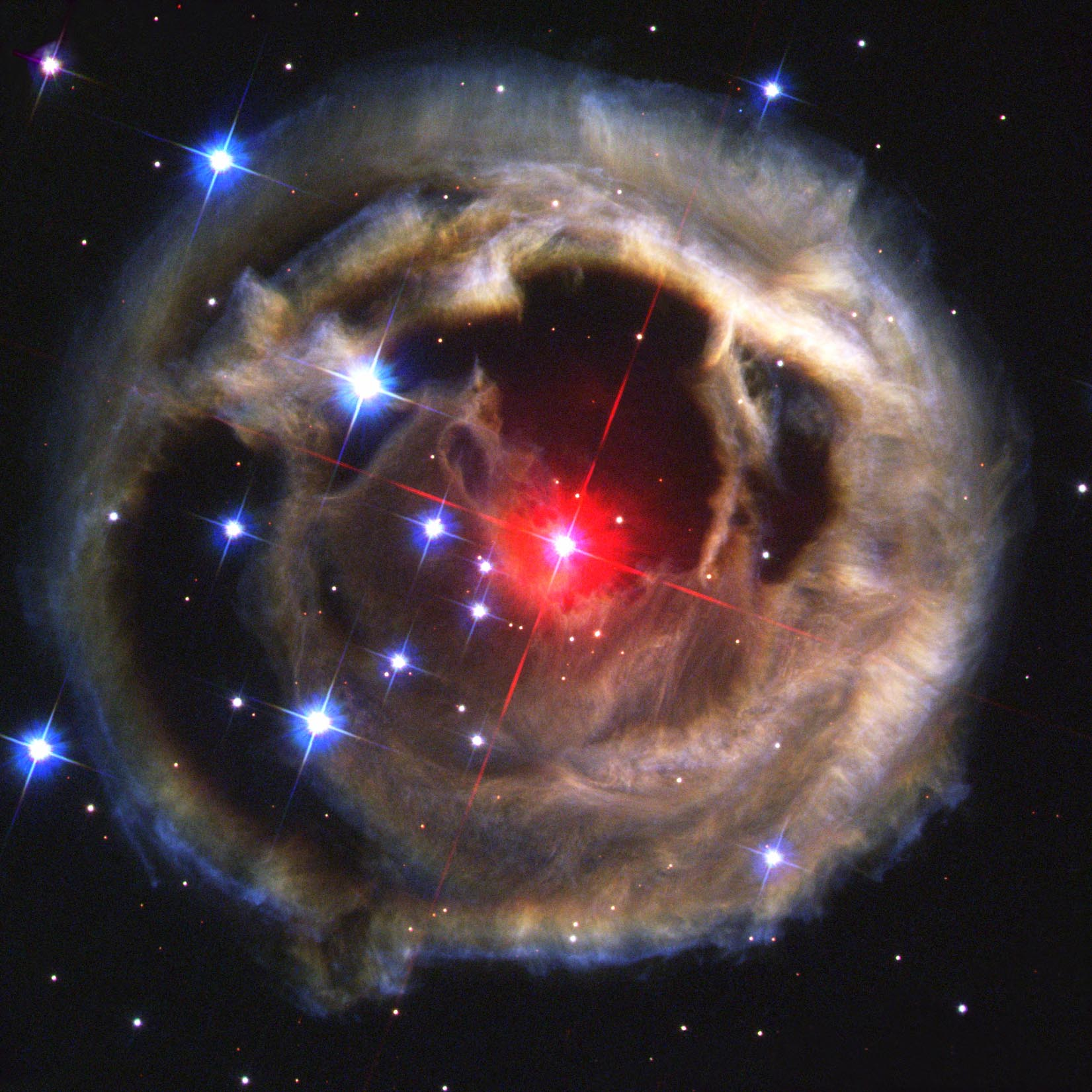
V838 Monocerotis, una delle stelle più grandi conosciute. (immagine HST)

### Titoli generali
- (EN) George Forbes, History of Astronomy, Londra, Watts & Co. (Free e-book from Project Gutenberg), 1909.
- (EN) Albrecht Unsöld, The New Cosmos, New York, Springer-Verlag, 1969.
- H. L. Shipman, L'Universo inquieto. Guida all'osservazione a occhio nudo e con il telescopio. Introduzione all'astronomia, Bologna, Zanichelli, 1984, ISBN 88-08-03170-5.
- (EN) Stephen Hawking, A Brief History of Time, Bantam Books, 1988, ISBN 0-553-17521-1.
- H. Reeves, L'evoluzione cosmica, Milano, Rizzoli–BUR, 2000, ISBN 88-17-25907-1.
- (EN) John Gribbin e Mary Gribbin, Stardust: Supernovae and Life—The Cosmic Connection, Yale University Press, 2001, ISBN 0-300-09097-8.
- AA.VV, L'Universo - Grande enciclopedia dell'astronomia, Novara, De Agostini, 2002.
- J. Gribbin, Enciclopedia di astronomia e cosmologia, Milano, Garzanti, 2005, ISBN 88-11-50517-8.
- W. Owen et al., Atlante illustrato dell'Universo, Milano, Il Viaggiatore, 2006, ISBN 88-365-3679-4.

### Titoli specifici
- (EN) S. Chandrasekhar, An Introduction to the Study of Stellar Structure, New York, Dover, 1939, ISBN 0-486-60413-6.
- (EN) S. Chandrasekhar, Principles of Stellar Dynamics, New York, Dover, 2005 (1ª ed. 1942), ISBN 0-486-44273-X.
- (EN) Martin Schwarzschild, Structure and Evolution of the Stars, Princeton University Press, 1958, ISBN 0-691-08044-5.
- (EN) Robert G. Aitken, The Binary Stars, New York, Dover Publications Inc., 1964.
- (EN) Victor G. Szebehely e Richard B. Curran, Stability of the Solar System and Its Minor Natural and Artificial Bodies, Springer, 1985, ISBN 90-277-2046-0.
- (EN) C. J. Lada e N. D. Kylafits, The Origin of Stars and Planetary Systems, Kluwer Academic Publishers, 1999, ISBN 0-7923-5909-7.
- (EN) Cliff Pickover, The Stars of Heaven, Oxford, Oxford University Press, 2001, ISBN 0-19-514874-6.
- A. De Blasi, Le stelle: nascita, evoluzione e morte, Bologna, CLUEB, 2002, ISBN 88-491-1832-5.
- M. Hack, Dove nascono le stelle. Dalla vita ai quark: un viaggio a ritroso alle origini dell'Universo, Milano, Sperling & Kupfer, 2004, ISBN 88-8274-912-6.
- J. Lindstrom, Stelle, galassie e misteri cosmici, Trieste, Editoriale Scienza, 2006, ISBN 88-7307-326-3.
- C. Abbondi, Universo in evoluzione dalla nascita alla morte delle stelle, Sandit, 2007, ISBN 88-89150-32-7.

### Carte celesti
- Tirion, Rappaport, Lovi, Uranometria 2000.0 - Volume I & II, Richmond, Virginia, USA, Willmann-Bell, inc., 1987, ISBN 0-943396-15-8.
- Tirion, Sinnott, Sky Atlas 2000.0, 2ª ed., Cambridge, USA, Cambridge University Press, 1998, ISBN 0-933346-90-5.
- Tirion, The Cambridge Star Atlas 2000.0, 3ª ed., Cambridge, USA, Cambridge University Press, 2001, ISBN 0-521-80084-6.

### Generali
- Diagramma Hertzsprung-Russell
- Evoluzione stellare
- Fusore (astronomia)
- Lista di stelle
  - Stelle più vicine alla Terra
  - Stelle più brillanti del cielo notturno osservabile
  - Stelle più luminose conosciute
  - Stelle luminose più vicine alla Terra
  - Stelle più grandi conosciute
  - Stelle più massicce conosciute
  - Stelle meno massicce conosciute
  - Stelle a bassa metallicità
  - Stelle con pianeti extrasolari confermati
  - Nomi tradizionali arabi di stelle
- Stelle e sistemi planetari nella fantascienza
- Tempo siderale

### Raggruppamenti stellari
- Ammasso stellare
- Associazione stellare
- Galassia
- Sistema stellare
  - Sistema binario
  - Sistema triplo

### Caratteristiche e fenomeni stellari
- Atmosfera stellare
- Campo magnetico stellare
- Cinematica stellare
- Ipernova
- Nebulosa planetaria
- Nova
- Oggetto di Herbig-Haro
- Rotazione stellare
- Struttura stellare
- Supernova
- Vento stellare

### Osservazione
- Asterismo
- Astronomia stellare
- Costellazione
- Indice di colore
- Magnitudine apparente e assoluta
- Astronomia osservativa
- Scintillazione
- Seeing
- Sistema fotometrico UBV e uvby